# Leuben

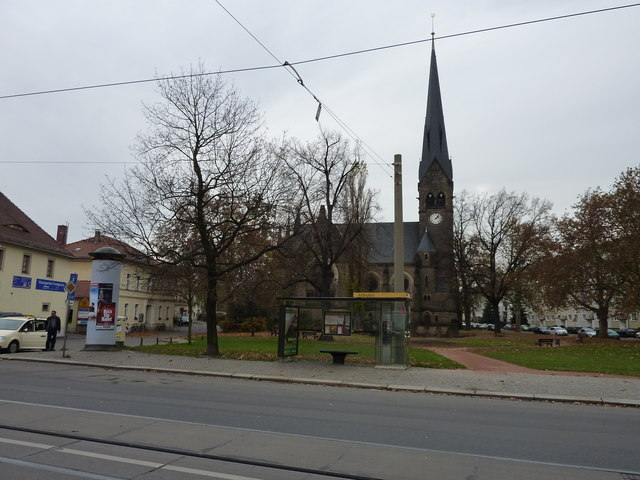
Altleuben mit Himmelfahrtskirche

Leuben ist ein Stadtteil von Dresden und seit 1991 auch Zentrum eines der zehn Stadtbezirke der Stadt. Leuben mit Dobritz-Süd und Niedersedlitz-Nord ist ein statistischer Stadtteil, der neben Leuben auch Teile von Dobritz und Niedersedlitz einschließt. Er liegt südöstlich der Dresdner Innenstadt auf Altstädter Elbseite recht zentral im Elbtalkessel.
Das Gebiet Leubens war bereits in der Steinzeit besiedelt. Im Mittelalter zunächst von Sorben bewohnt, erlangte Leuben als Kirchdorf Bedeutung. Ein wohlhabendes Dorf war es jedoch nie und wurde mehrfach durch Kriege und Großbrände stark beschädigt. Dörfliche Strukturen erhielten sich bis weit ins 19. Jahrhundert, bevor sich in Leuben im Zuge der Industrialisierung zahlreiche Betriebe ansiedelten. Der Zuzug von Arbeitern führte zu verschiedenen Wohnungsbauprogrammen, die ab 1911 durch eine Baugenossenschaft realisiert wurden. Während der DDR-Zeit wurde Leuben Zentrum eines Großprojekts in Plattenbauweise, dem weite Teile des erhaltenen historischen Dorfkerns zum Opfer fielen. Der Stadtteil ist bis heute durch die Industrialisierung und den Wohnungsbau in der DDR geprägt.
Zu den bedeutendsten Bauwerken des Stadtteils zählen das Rathaus und die neogotische Himmelfahrtskirche.

## Geographie

### Geographische Lage
Leuben liegt im Südosten Dresdens im Elbtalkessel und ist etwa zehn Kilometer vom Stadtzentrum entfernt.
Das Gelände ist überwiegend flach und zu etwa zwei Dritteln bebaut. Die übrige Fläche überdeckt einen alten Elbarm. Diese verlandete Flussschleife erstreckt sich zwischen Leuben und Laubegast. Dort befinden sich auch zwei mit Wasser gefüllte Kiesgruben und ein etwa 30 Meter hoher Trümmerberg. Der fruchtbare Boden erlaubt Ackerbau auf den verbliebenen Feldflächen.
Durch den Stadtteil zieht sich der Niedersedlitzer Flutgraben. Er ist ein Teil des Hochwasserschutzsystems für den teilweise entlang der Grenze zu Kleinzschachwitz verlaufenden Lockwitzbach.

### Geologie und Hydrogeologie

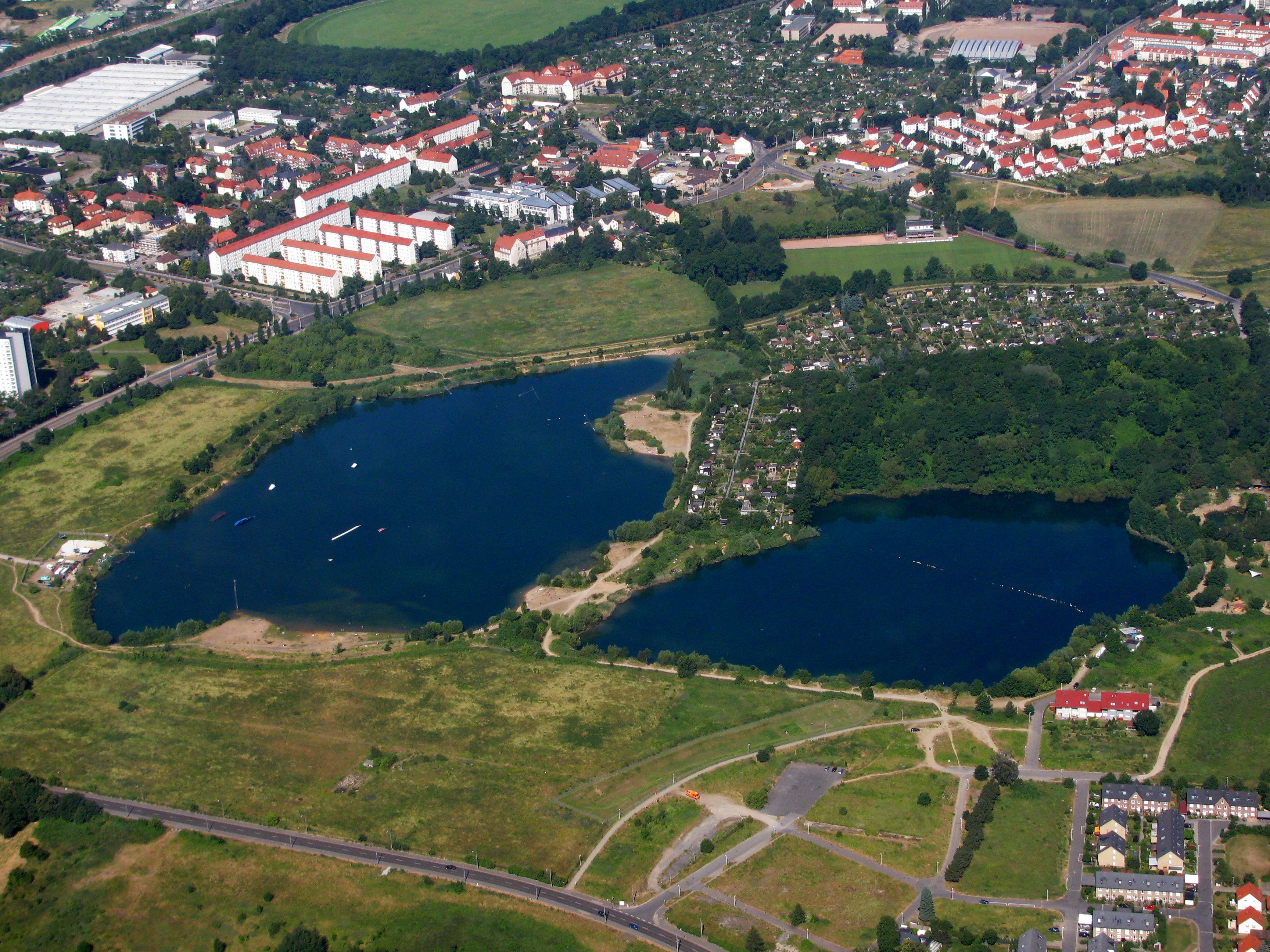
Blick von Osten auf die mit Wasser gefüllten Kiesgruben

Die präquartäre Basis wird durch Sedimente der Sächsisch-Böhmischen Kreidesenke gebildet. Hierbei handelt es sich um einen mäßig verfestigten kalkhaltigen Schluff-Mergelstein cenomanen Alters, dem sogenannten „Pläner“. Die Festgesteinsoberkante befindet sich bei etwa 100 m NN (ca. 17 m unter Gelände). Über einer tonig-schluffigen Verwitterungsschicht folgen weichselkaltzeitliche Sande und Kiese der Elb-Niederterrasse. Diese wurden in der Vergangenheit als Baurohstoff gewonnen. Gleichzeitig bilden die sandig-kiesigen Terrassenablagerungen den Haupt-Grundwasserleiter. Die mittleren Grundwasserspiegelhöhen der Messstelle Nr. 5497 Berthold-Haupt-Straße betragen ca. 112 m NN, wobei sich die aktuellen Messwerte erhöht bei 112,53 m NN befinden (entspr. 4,53 m unter Gelände). Den Abschluss des geologischen Normalprofils bildet jungpleistozäner bis altholozäner Auelehm. Ein markantes Element ist ein Ost-West gerichteter verlandeter Altarm der Elbe, der zu einem ehemaligen, nach Nordost geöffneten Elbe-Mäander gehörte.

### Ausdehnung des Stadtteilgebiets
Die Außengrenze der 245 Hektar großen Gemarkung Leuben mit ihren 939 Flurstücken verläuft im Uhrzeigersinn durch die beiden Kiesgruben und vom Nordufer zunächst nach Osten. Hier folgt sie etwa dem Oberndorfer Weg, um dann weitgehend identisch mit dem nördlichen Rand des Elbaltarms zu verlaufen. Schließlich trifft sie an jener Stelle auf den Lockwitzbach, wo dieser sich kurz vor seiner Mündung in die Elbe um 90 Grad nach Nordosten wendet. Weiter folgt die alte Flurgrenze dem Lockwitzbach bzw. dem parallel verlaufenden Lockwitzbachweg bis in Höhe Ludwig-Kugelmann-Straße, wo sie nach Westen abknickt. Etwa in Höhe der Rotdornstraße trifft sie auf die Pirnaer Landstraße, der sie bis zur Franz-Latzel-Straße stadteinwärts folgt. Ab dort führt sie am Ostrand des Sachsenwerks bzw. entlang der Försterlingstraße nach Südwesten und dann weiter entlang der Sachsenwerkstraße und abschnittweise der Straße des 17. Juni. Am westlichen Ende der Sachsenwerkstraße trifft die Grenze auf den Niedersedlitzer Flutgraben und folgt diesem bis zur Pirnaer Landstraße. Entlang dieser führt sie 200 Meter stadtauswärts und knickt dann nach Nordosten ab, wo sie wieder auf die Kiesgruben trifft.
Der 357 Hektar umfassende statistische Stadtteil 61 Leuben mit Dobritz-Süd und Niedersedlitz-Nord schließt neben der kompletten Gemarkung Leuben auch noch Teile der Gemarkungen Dobritz und Niedersedlitz sowie kleine Randbereiche der Gemarkungen Reick, Großzschachwitz, Kleinzschachwitz und Laubegast mit ein. Im Südwesten reicht die Fläche bis zur Bahnstrecke Dresden–Děčín, im Westen bis zur Straße Moränenende, im Norden bis zur Salzburger Straße, im Osten bis zum Lockwitzbach und im Süden bis zum Haltepunkt Dresden-Niedersedlitz.

### Nachbarstadtteile
Die benachbarten Gemarkungen sind Dobritz im Nordwesten (Richtung Stadtzentrum) und dann im Uhrzeigersinn Laubegast im Norden, Kleinzschachwitz im Osten, Großzschachwitz im Südosten sowie Niedersedlitz im Südwesten.
Der statistische Stadtteil 61 Leuben grenzt an Seidnitz/Dobritz im Nordwesten, Laubegast im Norden, Kleinzschachwitz im Osten, Großzschachwitz im Südosten, Niedersedlitz im Südwesten sowie Reick im äußersten Westen.

### Gliederung
Der statistische Stadtteil 61 Leuben ist in neun statistische Bezirke gegliedert (611 bis 619). Davon liegen sieben fast vollständig in der Gemarkung Leuben, einer gehört teilweise zu Leuben sowie zu Niedersedlitz (614 Sachsenwerk) und einer zählt weitgehend zur Gemarkung Dobritz (619 Dobritz-Süd, Jessener Straße).

## Geschichte

### Name
Zur Herkunft des Ortsnamens nennen Ernst Eichler und Hans Walther zwei Möglichkeiten, die ihren Ursprung beide im Altsorbischen haben. Einerseits lässt sich der Name demnach als *Ľubeń bzw. *Ľuběń deuten. Damit würde er auf den Personennamen eines Lokators zurückgehen und „Ort eines Ľuben“ bzw. „Ort eines Ľuběn“ bedeuten.
Andererseits könnte die Urform des Ortsnamens *Łubno lauten und sich von *łub, deutsch Borke, Bast bzw. Baumrinde, ableiten. Bereits 1396 findet die heutige Schreibweise „Leuben“ Verwendung, 1402 taucht die Form „Leyben“ auf, 1408 dann „Luban“, 1495 „Lewben“ und 1753 „Leiben“.
Andere Forscher deuten die Herkunft des Namens aus Ljubanju oder Ljub, deutsch „Dorf des Lieblings.“

### Entwicklung bis ins 19. Jahrhundert

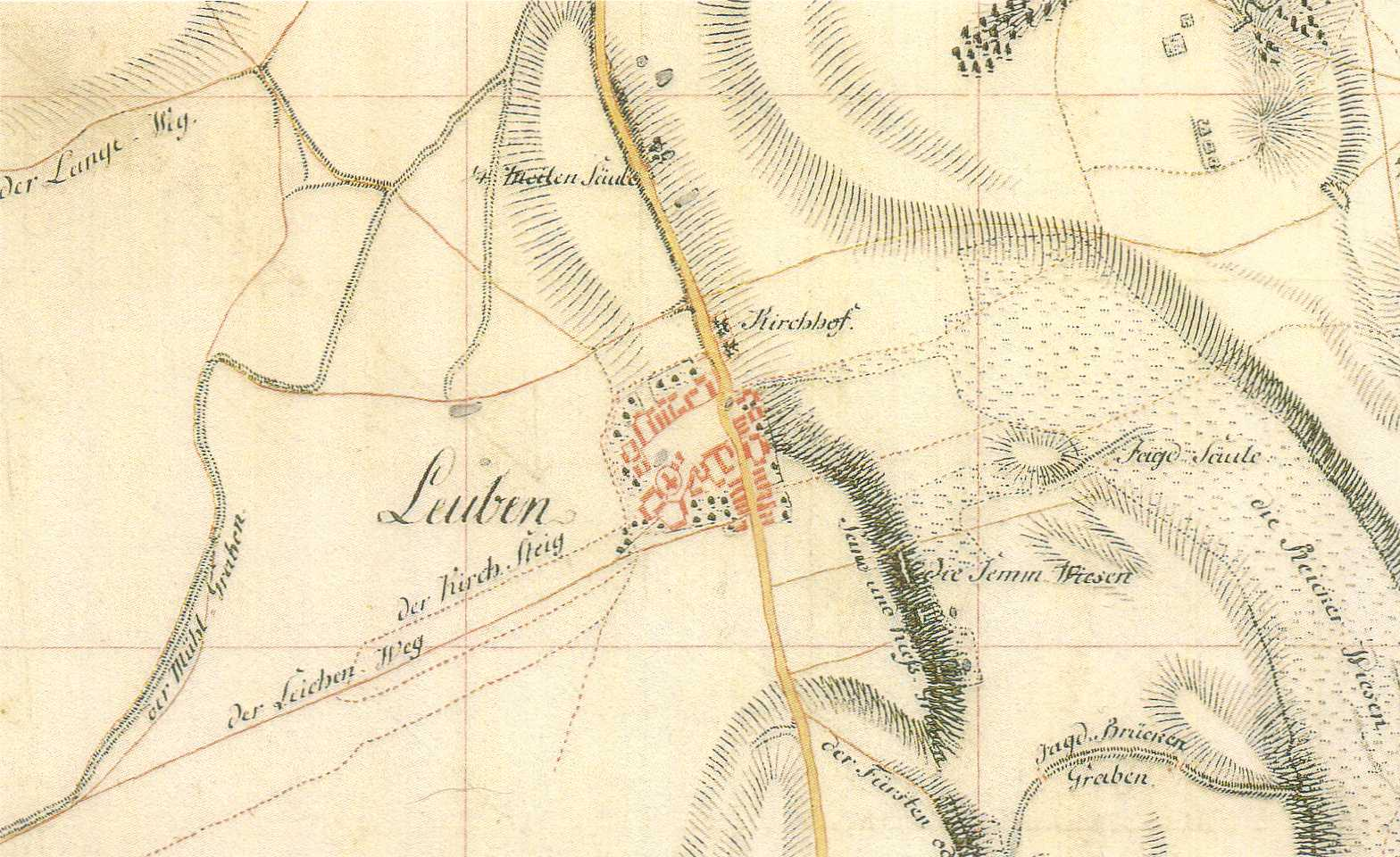
Leuben auf einer Karte aus dem Jahr 1784

Das Gebiet des heutigen Stadtteils war bereits vor 3000 Jahren besiedelt. Darauf weisen Gräber und Siedlungsreste aus der jüngsten Steinzeit hin. Zum Teil meisterhaft verzierte Gefäße, rund 100 Sicheln, geborgene Beile und Lanzenspitzen stammen aus der Bronzezeit. Einige Funde beschrieb Gotthard Neumann im Jahr 1928, andere gehen auf die Entdeckungen eines Schülers in einer ortsnahen Kiesgrube aus dem Jahr 1948 zurück.
Ende des 6. Jahrhunderts wurde das Gebiet im heutigen Bereich der Leubener Himmelfahrtskirche von Sorben besiedelt. Sie bauten einfache Häuser und betrieben Viehzucht und Ackerbau, auch wenn der Boden kaum fruchtbar war. Erst im 10. Jahrhundert wurde Leuben von Deutschen unterworfen; vom 968 gegründeten Bistum Meißen aus wurden die Sorben christianisiert und Leuben ein Teil der Dresdner Frauenkirchgemeinde, die vermutlich ab 1020 bestand. Leuben entwickelte sich als Platzdorf und war von einer gelängeähnlichen Streifenflur umgeben.

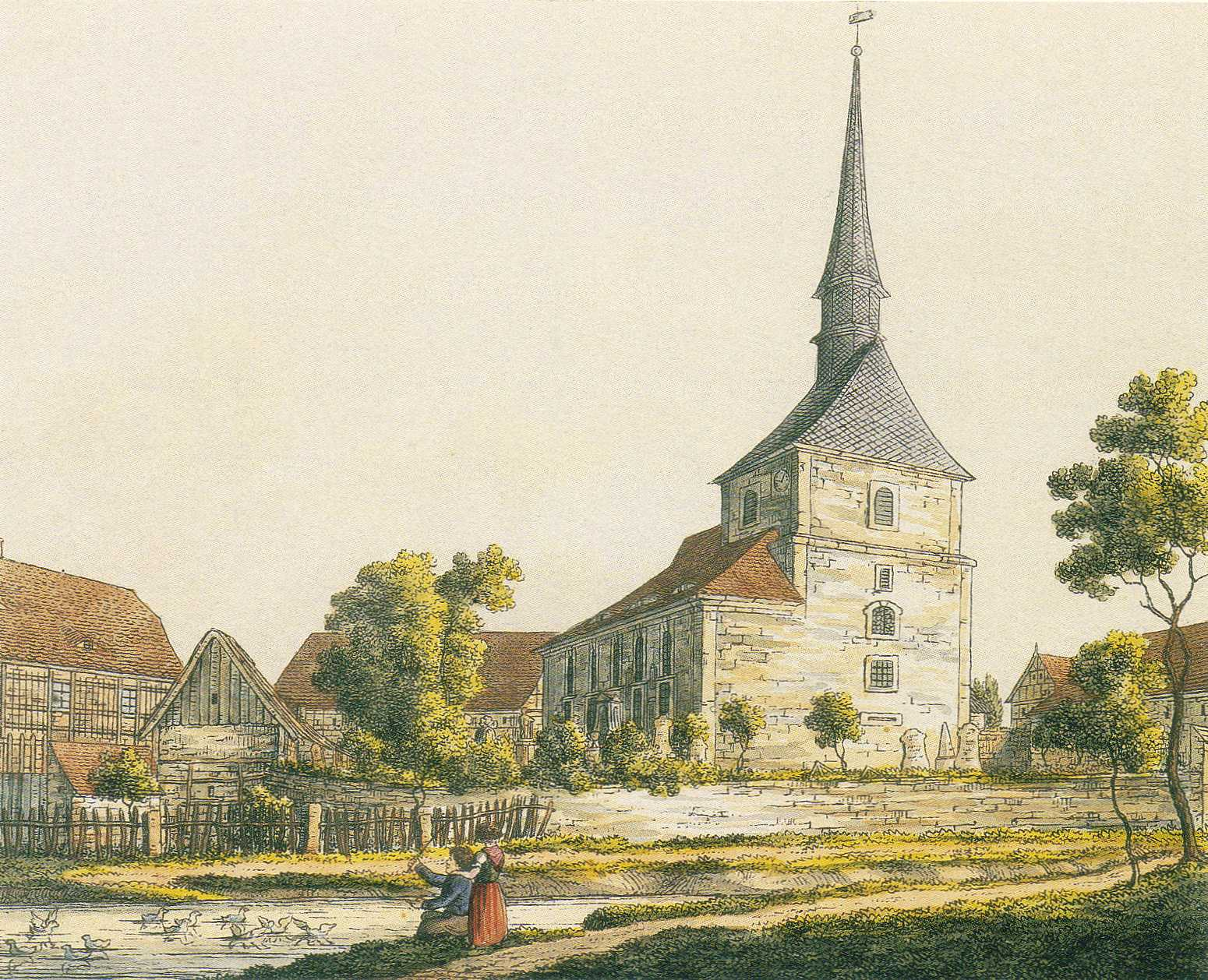
Leuben mit der alten Kirche im Jahr 1820

Erstmals erwähnt wurde Leuben 1349 in einer Urkunde des Meißner Bischofs Johann I. von Isenburg als Luben. Zu dieser Zeit war es bereits ein Kirchendorf – ein eigener Sakralbau ist für das Jahr 1362 bezeugt – mit Vorwerk und bischöflichem Rastplatz. Die heutige Pirnaer Landstraße verlief bereits zu dieser Zeit durch das Dorf und führte über die Burg Dohna nach Pirna und weiter nach Böhmen. Die damals bestehende Kirche oder Kapelle war die einzige zwischen Dresden und Dohna, auch wenn über den Sakralbau selbst keine weiteren Nachrichten vorliegen. Erst der Neu- oder Erweiterungsbau aus dem Jahr 1512, die alte Kirche, ist bildlich überliefert. Bereits im 14. Jahrhundert gehörten Dobritz und Niedersedlitz zum Leubener Kirchspiel, 1539 waren Laubegast, Seidnitz und anteilig Reick nach Leuben gepfarrt sowie ab 1561 auch Tolkewitz. Die Toten der Dörfer wurden auf dem Leubener Kirchhof beigesetzt. Als im 17. Jahrhundert weitere umliegende Orte Teil des Leubener Kirchspiels wurden, legte man 1675 den Leubener Friedhof als neue, größere Begräbnisstätte des Dorfes an.

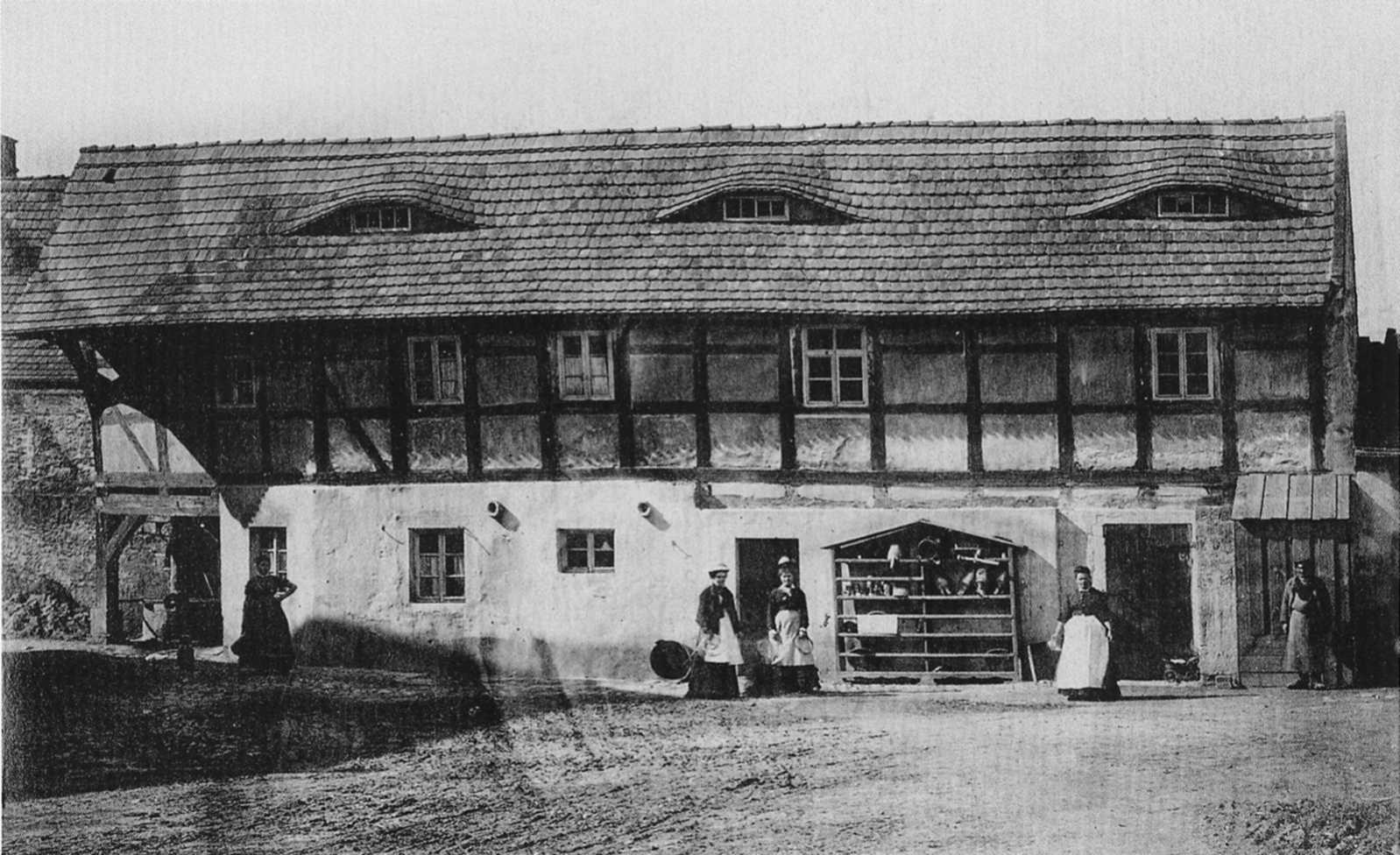
Leubener Erbgericht kurz vor dem Abriss 1898

Obwohl Leuben als Kirchendorf eine wichtige Bedeutung für die umliegenden Dörfer hatte, blieb es in seiner Struktur ein kleines Bauerndorf mit Kirche und einem erstmals 1420 erwähnten Gasthof, dem späteren Erbgericht. Die Einwohnerzahl lag 1547 bei 18 besessenen Mann, die 9 7⁄8 Hufen bewirtschafteten. Frauen, Kinder und Hausangestellte wurden damals nicht in der Zählung berücksichtigt. Im 14. und 15. Jahrhundert gehörte Leuben verschiedenen, häufig wechselnden adligen und bürgerlichen Lehnsherren. Die Söhne des Dresdner Bürgermeisters Lorenz Busmann, Vincenz, Hans, Alex und Georg Busmann, wurden 1408 von den Markgrafen Wilhelm II., Friedrich I. und Friedrich dem Friedfertigen mit den Erbzinsen in 15 Dörfern bei Dresden belehnt, darunter auch Leuben. Die Grundherrschaft über Leuben teilten sich 1547 die Rittergüter Weesenstein, Gauernitz und Lockwitz sowie das Amt Dresden, zu dem Teile Leubens als Amtsdorf gehörten. Die Verwaltung aller Anteile oblag seit dem 16. Jahrhundert ebenfalls dem Amt Dresden. Ein Teil Leubens gehörte 1674 Johann Georg von Osterhausen, dessen Initialen JHGVO sich noch heute in der Windfahne der alten Kirche ablesen lassen. Im Jahr 1764 war Leuben zwischen den Rittergütern Lockwitz und Weesenstein geteilt, wobei letzterer Teil dem Amt Pirna unterstand. Damals bestellten elf besessene Mann acht Hufen Land zu je 24 bis 25 Scheffel. Daneben wohnten Mitte des 18. Jahrhunderts in Leuben 15 Häuslerfamilien, die von Lohn- und Handwerksarbeit lebten.
Bedingt durch seine Lage an der Pirnaer Landstraße erlitt die Entwicklung Leubens im Laufe der Jahrhunderte immer wieder schwere Rückschläge durch Kriege. Im Dreißigjährigen Krieg (1618–1648) wurde Leuben fast völlig zerstört und lag danach einige Jahre wüst. Die 1706 während des Großen Nordischen Krieges in Sachsen einfallenden Schweden nahmen auch im mittellosen Leuben Quartier, was zu sozialen Problemen führte.
Große Dorfbrände 1728 und 1760 vernichteten Teile des Dorfs.
Leuben war 1768–1771 von Hexenverfolgung betroffen. Eine Person geriet unter dem Vorwurf des Poltergeistes in einen Hexenprozess.
Während des Siebenjährigen Krieges Mitte des 18. Jahrhunderts und der Befreiungskriege zu Beginn des 19. Jahrhunderts fielen Bauerngüter, Scheunen und Felder Kampfhandlungen und Plünderungen zum Opfer.
Leuben erholte sich nur langsam und blieb bis weit ins 19. Jahrhundert ein eher unbedeutendes und armes Bauerndorf. Auf Basis der Sächsischen Landgemeindeordnung von 1838 erhielt es den Status als selbstständige Landgemeinde. Im Jahr 1856 lag Leuben im Verantwortungsbereich des Gerichtsamts Dresden, 1875 dann der Amtshauptmannschaft Dresden.

### Industrialisierung

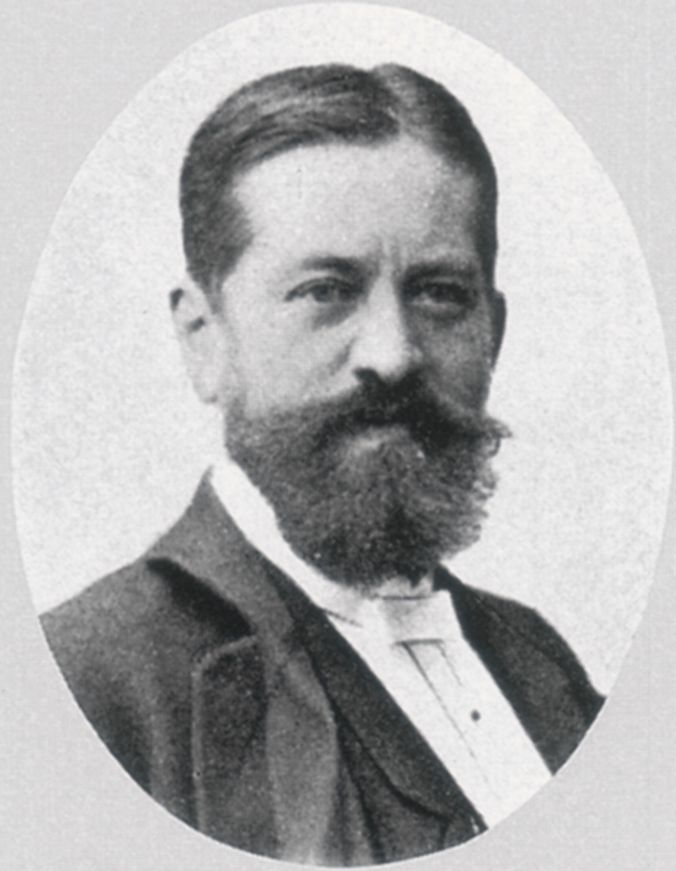
Oskar Ludwig Kummer, Gründer der Leubener Kummerwerke

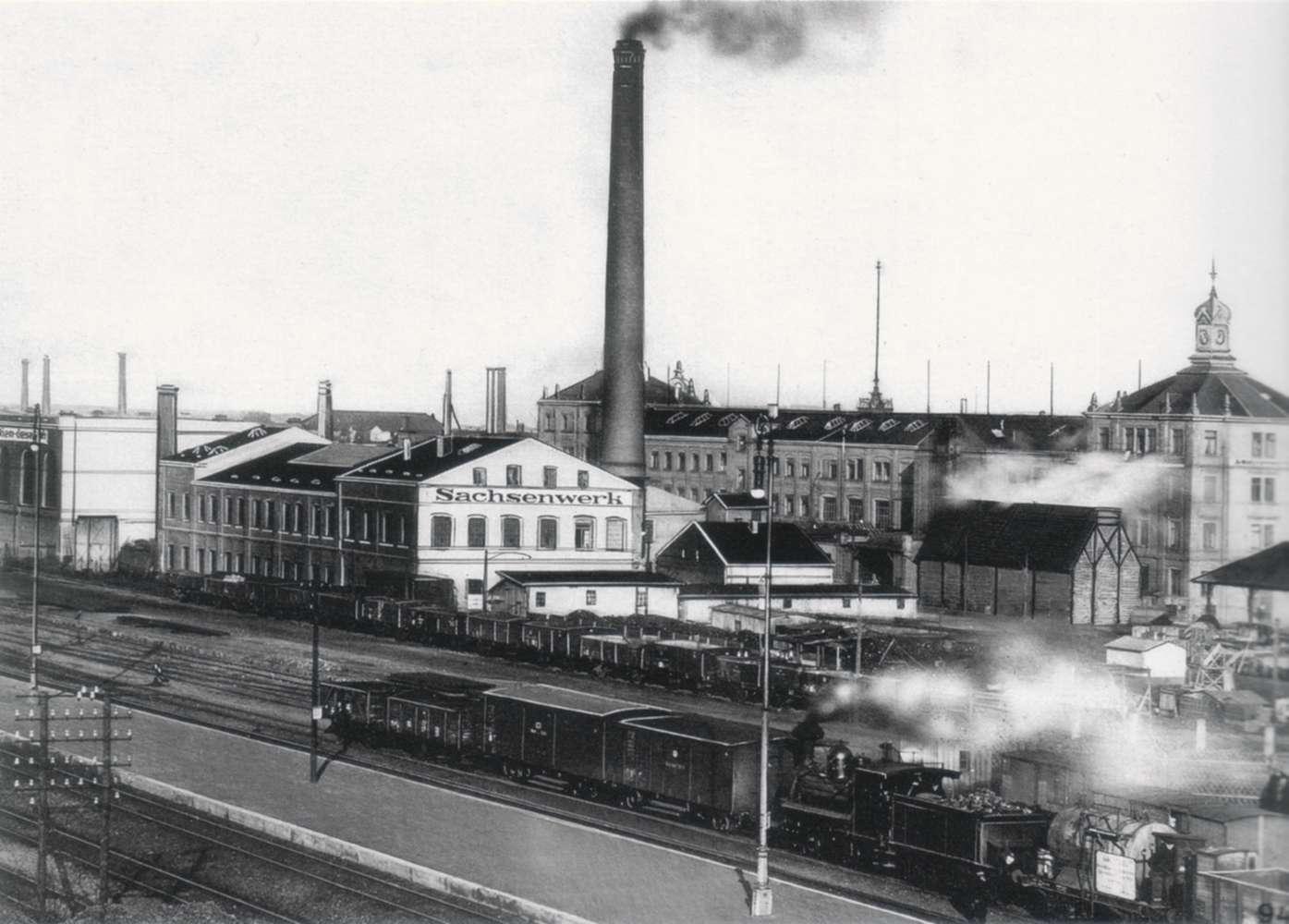
Sachsenwerk um 1903, Nachfolger der in Konkurs gegangenen Kummerwerke

Die Eröffnung der Eisenbahnstrecke zwischen Pirna und Dresden am 1. August 1848 mit Wegführung durch das benachbarte Niedersedlitz schien auf die Entwicklung des Dorfes zunächst keinerlei Einfluss zu haben.
Erst mit dem Ende des Deutsch-Französischen Krieges begann im Süden Leubens entlang der Bahnstrecke der Bau von Fabriken. Entlang dieser Eisenbahnlinie von Dresden über Niedersedlitz, Pirna bis Prag, entdeckte Otto Kauffmann als Erster einen günstigen Standort für eine Industrieansiedlung. Im Jahr 1871 begann er mit dem Aufbau eines Platten- und Chemiewerkes („Otto Kauffmann. Chemische Fabrik. Schamottewaren- & Mosaikplatten-Fabrik“), dem späteren Platten- und Chemiewerk, die dessen gleichnamiger Sohn später weiterführte  Ein Jahr später folgte der Chemiefabrik ein Düngemittelwerk. Dies löste in den Gründerjahren eine Reihe weiterer Industrieansiedlungen in Leuben aus.
Ein Werk für Elektromaschinen entstand 1887 ebenfalls an der Bahnlinie. Nach zehn Jahren Forschung in einer kleinen Werkstatt hatte Oskar Ludwig Kummer die Kummerwerke gegründet, die – bald in Actien-Gesellschaft Elektricitätswerke umbenannt – zeitweise bis zu 900 Menschen beschäftigten. Die Kummerwerke-AG mussten 1903 Insolvenz anmelden, jedoch bildete sich ein Komitee zur Reorganisation, das von größeren Banken unterstützt wurde. Das Nachfolgeunternehmen wurde im selben Jahr die Sachsenwerk, Licht- und Kraft AG. Hier wurden vor allem Transformatoren und Schaltgeräte für elektrische Beleuchtungen sowie große Motoren und Generatoren, beispielsweise für Schiffe, hergestellt.
Weiterhin entstand eine Fabrik für Gardinen und Spitzen. Nur in England gab es geeignete Maschinen für die gefragte Bobinet-Technik. Als nach 1880 der Export nach Deutschland erlaubt war, begannen 1884 die Kaufleute Siegel und Marwitz mit der Spitzenproduktion zunächst in Dresden-Johannstadt. Bald waren sie so erfolgreich, dass eine zweite Fabrik an der Grenze von Leuben und Dobritz, wiederum entlang der Bahnlinie, gebaut wurde. Nach 1912 erfolgte die Produktion nur noch hier.
Der Unternehmer Kummer finanzierte noch vor dem Beginn des 20. Jahrhunderts den Bau der elektrischen Dresdner Vorortsbahn, um auswärtige Arbeiter zu den Fabriken bringen zu können.

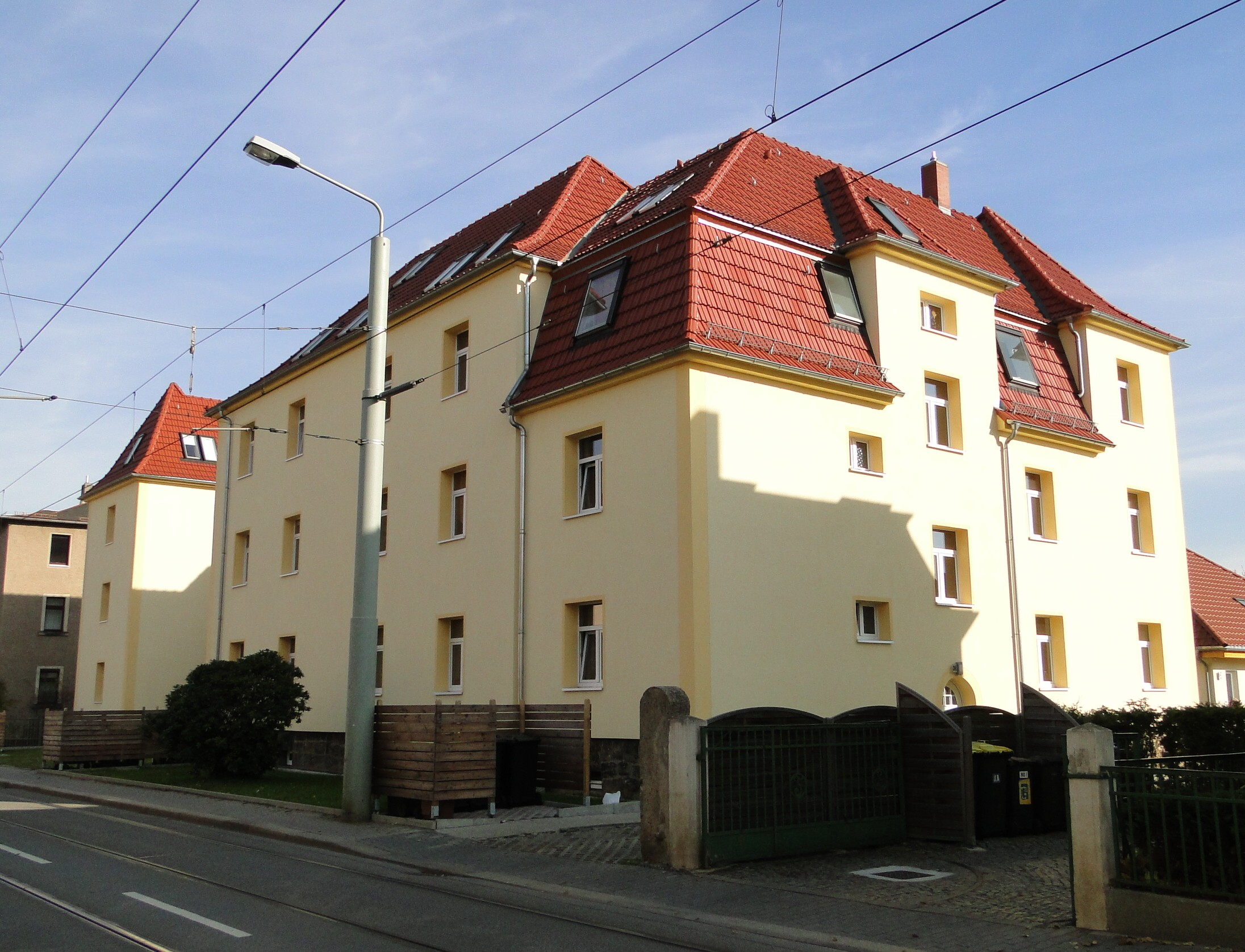
Erstes von der Baugenossenschaft zu Leuben errichtetes Wohnhaus, Stephensonstraße 34–36

Die Eröffnung zahlreicher Fabriken hatte einen großen Arbeitskräftebedarf zur Folge. Zudem war Leuben ein wichtiger Wohnort der Industriearbeiter aus dem benachbarten Niedersedlitz. Die Einwohnerzahl wuchs daher im Zuge der Industriellen Revolution und stieg von 365 Einwohnern im Jahr 1871 auf 3472 im Jahr 1900. Das Gemeindeamt, das anfangs im noch heute erhaltenen Bauernhaus Altleuben 12 untergebracht war, und die Kirche aus dem Jahr 1512 waren für das gewachsene Leuben nun zu klein und wurden durch größere Neubauten ersetzt: Von 1900 bis 1901 entstand ein repräsentatives Rathaus nach einem Entwurf von Gustav Hainichen, der Stile von Neobarock bis Jugendstil mischte. Die neue Himmelfahrtskirche wurde 1901 geweiht und die alte Kirche bis auf den Turm abgetragen. Leuben verlor durch den Kirchenneubau ein wichtiges dörfliches Element, da die beiden Teiche auf dem Dorfplatz zugeschüttet werden mussten.
Um 1890 waren in Leuben nur der Ortskern und die nahe Umgebung bebaut. Der Zuzug von Arbeitern nach Leuben führte um 1900 zu Wohnungsmangel. Um 1900 entstanden zunächst erste Miethäuser, Ein- und Mehrfamilienhäuser und wenige aufwändigere Villen. Zur Eröffnung des Rathauses 1901 verkündete daher ein anonymer Autor in einem zu diesem Anlass verfassten Tafellied:

„In Leuben tönt heut’ froher Sang,
Weil gut der Rathhausbau gelang.
Wir schreiten mit dem Zeitgeist fort;
Erst Bauerndorf – jetzt Villenort.“

Im Jahr 1901 erhielt das Dorf ein öffentliches Trink- und Abwassernetz. Schließlich entstanden noch ein Sägewerk, eine Malzfabrik, Druckereien und Papierfabriken.
Erst 1911 gründete sich auf Betreiben des Leubener Gemeindevorstandes die Baugenossenschaft zu Leuben, erwarb Land und begann ab 1912 mit dem Bau von Mietshäusern. Die ersten Wohnhäuser entstanden auf der Stephenson- und der Hertzstraße nach Plänen von Alfons Girod, 1913 folgten Häuser auf der Klettestraße. Der Erste Weltkrieg führte zu einem Baustopp. An die 611 gefallenen Leubener Soldaten erinnert heute ein Denkmal vor der Himmelfahrtskirche.
In den 1920er Jahren produzierten die Sachsenwerke zusätzlich Radiogeräte und Straßenbahnmotoren. Während der NS-Zeit galten die Erzeugnisse als kriegswichtig.

### Von 1921 bis 1945
Am 1. April 1921 wurde Leuben nach Dresden eingemeindet. Im Gegensatz zu anderen ehemals selbstständigen Ortsteilen von Dresden, wie Blasewitz und Loschwitz, die zur gleichen Zeit eingemeindet wurden, rief dies in Leuben keine nennenswerten Proteste hervor. Für die Bürgerschaft um Gemeindevorsteher Otto Hermann Dittrich (1864–1929) überwogen die zu erwartenden Vorteile.
Zwischen den Weltkriegen hatten sozialdemokratische und kommunistische Lehrer in Leuben großen Einfluss und begründeten den Ruf vom „Roten Leuben“. Im Jahr 1920 verfassten Lehrer nach dem Kapp-Putsch folgenden Streikaufruf:

„Die Lehrerschaft der Leubener Volksschule spricht ihre schärfste Verwunderung darüber aus, daß von der Leitung unserer Lehrergewerkschaft nicht Mittel und Wege gefunden worden sind, daß die gesamte Lehrerschaft, die wohl restlos das wahnwitzige Vorgehen der Staatsstreichler in Berlin verwirft, dies nicht am 15.3.20 im Proteststreik mit allen gleichgesinnten Volkskreisen bezeugen konnte. – Sie hat deshalb ihre Entrüstung gegen die Tat der Berliner Gewalthaber mit der gesamten Bevölkerung des Ortes in ihrer Eigenschaft als Ratsbürger am 13.3. durch Arbeitsniederlegung – nach Aufklärung der Kinder – bekundet.“

Es gab intensive Kontakte zur Ortsgruppe der KPD um Olga Körner. Dies änderte sich 1933 mit der Machtübernahme der Nationalsozialisten radikal und führte zu mehreren Verhaftungen von sogenannten „Roten Lehrern“ durch die Leubener Ortsgruppe der SS. Größere Judenpogrome sind aus Leuben nicht bekannt.
Die Luftangriffe auf Dresden zu Ende des Zweiten Weltkriegs, die Teile der sächsischen Landeshauptstadt stark beschädigten, hatten in Leuben nur geringe Auswirkungen. 113 Leubener Wohnungen wurden zerstört, es gab keine Todesopfer. Kurzzeitig dienten die Leubener Schule 1945 als Auffangslager für bombengeschädigte Dresdner und das Leubener Rathaus als Vermisstenzentrale, in der man die Opfer der Bombardierung Dresdens registrierte.

### Entwicklung von 1945 bis 1990

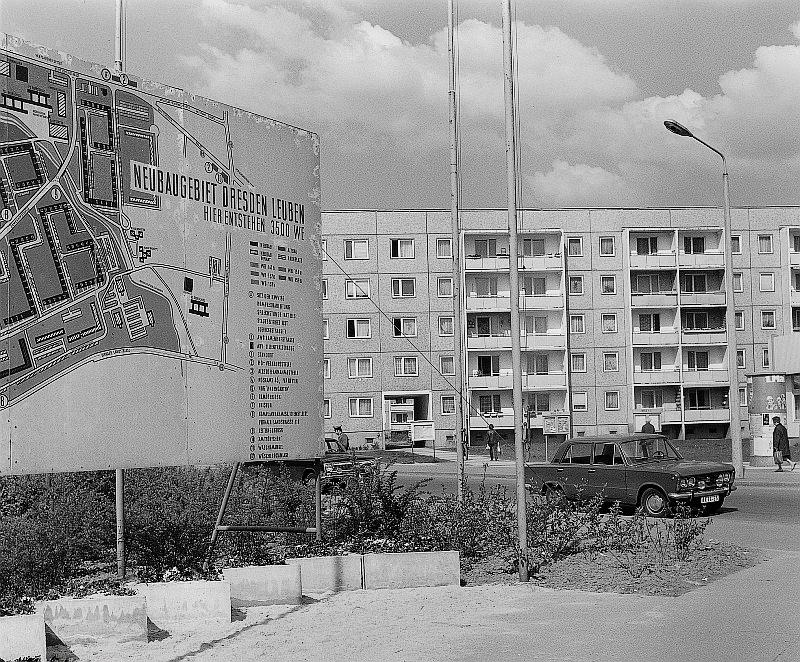
Wohnkomplex Neuleuben mit Informationstafel über das Bauvorhaben um 1974

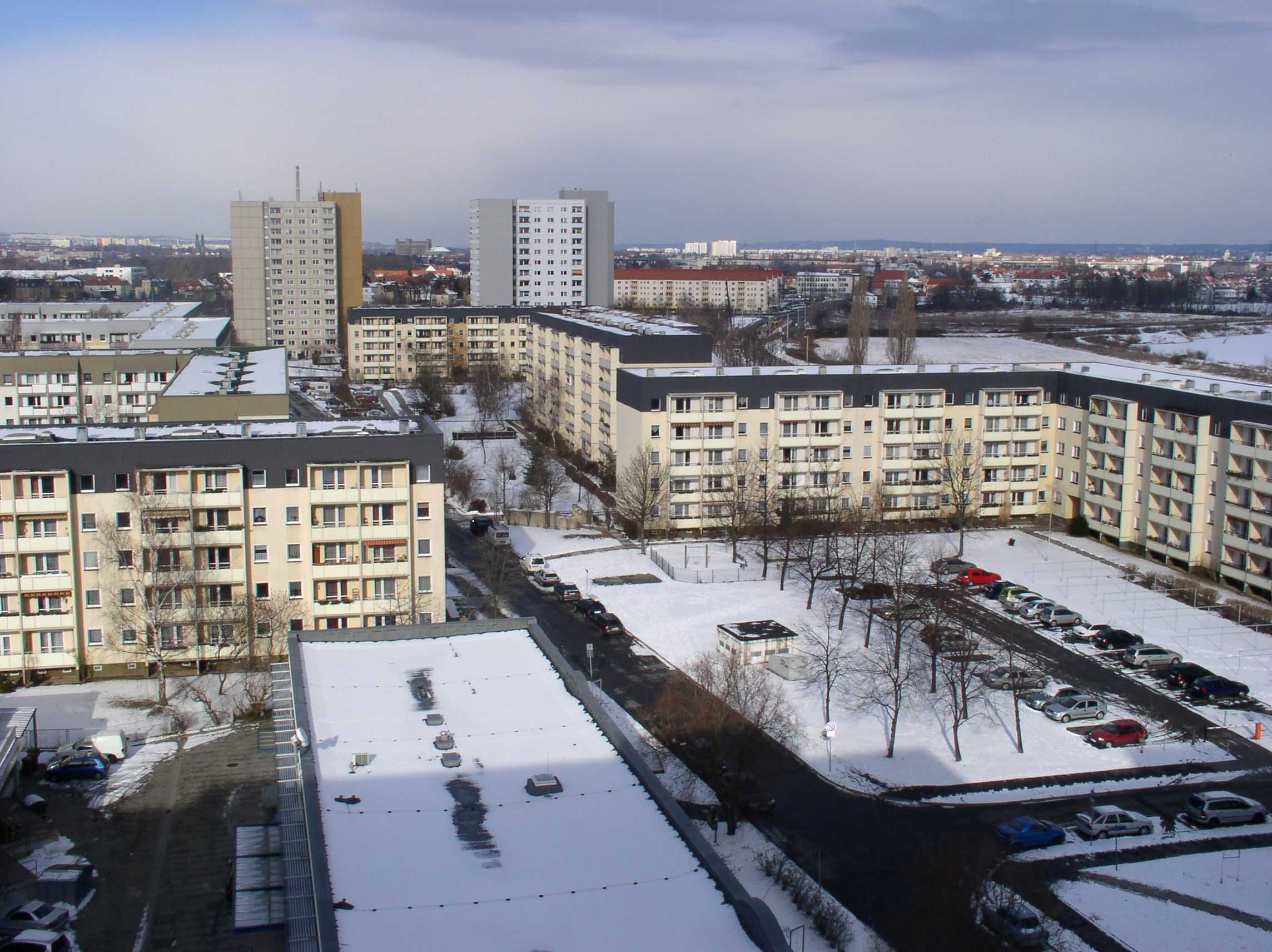
Neuleuben im Winter 2006

Nach 1945 war die Schaffung von Wohnraum eine vordringliche Aufgabe für die ganze Stadt. Die Unruhen des 17. Juni 1953 verschärften den Druck auf die Regierung, dieses Problem schnell zu lösen. Im Zuge des „Neuen Kurses“ entstanden sogenannte Arbeiterwohnungsbaugenossenschaften (AWG), die unentgeltlich Bauland erhielten und zinslose Kredite an ihre Mitglieder ausgaben. In Leuben gründete sich die „AWG des VEB Sachsenwerk und angeschlossener Betriebe Dresden-Niedersedlitz“. Sie begann ab 1954 mit dem Wohnungsbau. Die ersten 18 AWG-Wohnungen wurden am 1. Mai 1955 übergeben. Bis 1959 entstanden mit diesem Programm weitere acht Gebäude mit 138 Wohnungen.
Im Jahr 1964 begannen die ersten Überlegungen für den Bau eines Neubaugebietes „Neuleuben“ in Plattenbauweise. Es war vornehmlich für die Arbeitskräfte der umliegenden Betriebe gedacht. Vier Jahre später war der Bebauungsplan fertig und genehmigt. Er sah vor, nicht nur Feldflächen westlich der Himmelfahrtskirche zu bebauen, sondern neben kleineren Betrieben und vier Gärtnereien auch Teile des historischen Ortskerns abzureißen. Dies wurde durch das 1950 beschlossene „Gesetz über den Aufbau der Städte in der DDR“ ermöglicht, das die Enteignung von Grundstücken, die sich im sogenannten „Aufbaugebiet“ befanden, vorsah. In Leuben betraf dies 20 Grundstücke, darunter historische Dreiseithöfe und der alte Gasthof „Zum Lindengarten“. Die Betroffenen konnten sich gegen den Abriss nicht zur Wehr setzen und erhielten eine durchschnittliche Abfindung von 20.000 Mark, was dem Preis eines Wartburgs entsprach.
Der Plattenbau-Komplex wurde von 1970 bis 1974 unter der städtebaulichen Leitung der Architekten Udo Fehrmann und Kurt Röthig und den Komplexarchitekten Helmut Ganze und Horst Linge errichtet. Die Wohngebäude erstrecken sich auf dem Neubaugebiet zwischen Pirnaischer Landstraße, Altleuben, Breitscheidstraße und Moränenende. Die Besonderheit des Projektes war, dass in Leuben „erstmals Planung und Durchführung des Bauprogramms umfassend koordiniert sowie die Versorgungs- und Verkehrsbedingungen berücksichtigt“ wurden. Bis 1974 entstanden verschiedene Fünf- bis Fünfzehn-Geschosser mit rund 3500 Wohnungen. Dazu wurden Schulen, Kindergärten, ein Einkaufs- und Dienstleistungszentrum, die Gaststätte „Freundschaft“ und eine Poliklinik errichtet. Das neu errichtete Heizkraftwerk Dresden-Reick versorgte den Komplex mit Fernwärme. Zudem wurden sieben Straßen neu angelegt, die Ortsnamen erhielten.

### Entwicklung nach 1990

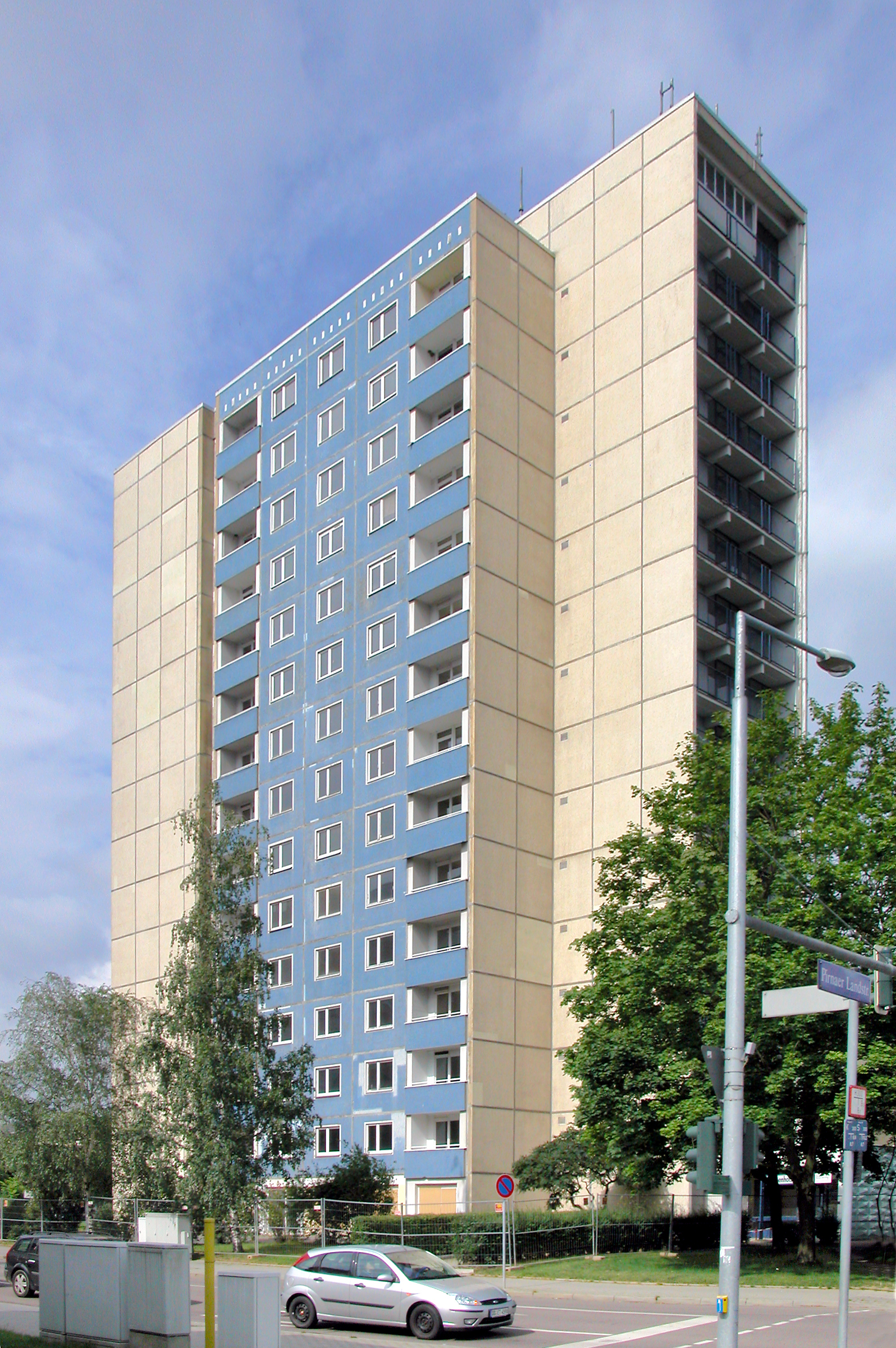
Wohnhaus Zamenhofstraße 2 im Sommer 2009 kurz vor dem Abriss

Nach der Wende wurde Leuben zum Zentrum des gleichnamigen Stadtbezirks, zu dem der Bereich zwischen Alttolkewitz und Zschachwitz gehört. Ein umfangreiches Sanierungsprogramm begann. Die Fassaden, aber auch die Innenausstattung der Häuser wurden modernisiert, die wenigen erhaltenen Gebäude des Dorfkerns saniert. Außerdem entstand um die Jahrtausendwende an der Pirnaer Landstraße unmittelbar am alten Dorfkern ein modernes Stadtteilzentrum mit Einkaufsmöglichkeiten.
Das Elbhochwasser 2002 überflutete auch Leuben. Zunächst trat der Niedersedlitzer Flutgraben über die Ufer und wenige Tage später die Elbe, die über den Alten Elbarm zunächst Zschieren, Kleinzschachwitz und Laubegast und schließlich Teile von Leuben überschwemmte.
Im Jahr 2006 verkaufte die Stadt Dresden ihre kommunale Wohnungsbaugesellschaft WOBA, zu der auch viele Neuleubener Wohnungen gehörten, an die US-amerikanische Investmentgesellschaft Fortress. Erste Plattenbausiedlungen wurden in den folgenden Jahren abgerissen, darunter ein 1987 gebautes Viertel im Bereich Pirnaer Landstraße, Stephenson-, Diesel- und Hertzstraße, das wegen der Wohnungsgrundrisse als schwer vermietbar galt. Im Jahr 2009 wurde der sogenannte „Blaue Riese“, ein Fünfzehn-Geschosser auf der Zamenhofstraße in Neuleuben, abgerissen.

## Bevölkerung
| Jahr    | Einwohner                      |
| ------- | ------------------------------ |
| 1547/51 | 18 besessene Mann, 29 Inwohner |
| 1764    | 11 besessene Mann, 15 Häusler  |
| 1834    | 267                            |
| 1871    | 365                            |
| 1890    | 1.201                          |
| 1910    | 4.335                          |
| 1975    | ca. 15.000                     |
| 1990    | 15.081                         |
| 2004    | 11.414                         |
| 2009    | 11.574                         |

### Entwicklung
Bis zur Mitte des 19. Jahrhunderts änderte sich die Bevölkerungszahl nur langsam. Erst der Bau zahlreicher Fabriken an der Grenze zu Niedersedlitz ab den 1870er Jahren führte zu einer schnellen Urbanisierung in Leuben und zu einer Bevölkerungsexplosion.
Während die beiden Weltkriege zu deutlichen Rückgängen führten, stieg die Einwohnerzahl infolge der Errichtung des Neubaugebietes nach 1970 erneut stark an. Seit 1990 sinkt die Zahl infolge von Wegzügen nach der Deutschen Wiedervereinigung und der allgemeinen demographischen Entwicklung in Deutschland wieder.

### Bevölkerungsstruktur
Die im Jahr 2004 etwas über 11.000 Einwohner waren durchschnittlich 48,4 Jahre alt. Männer und Frauen waren im Verhältnis 46:54 vertreten. Der Anteil ausländischer Staatsbürger lag mit 1,7 % deutlich unter dem Durchschnittswert der Stadt von 3,8 % bzw. von 8,8 % für Deutschland.
Im Vergleich zum Dresdner Stadtgebiet waren die unter 20-Jährigen und die 40- bis 55-Jährigen in etwa repräsentativ vertreten, während die 20- bis 40-Jährigen unter- und die über 55-Jährigen überrepräsentiert waren. Ein besonders hoher Bevölkerungsanteil war Anfang der 1970er Jahre zugezogen und beeinflusste die damalige Altersstruktur, was auf die damalige Erschließung des Neubaugebietes und die dafür geltenden Vergaberichtlinien für Wohnraum zurückzuführen war.

## Kultur und Sehenswürdigkeiten

### Kulturdenkmale
Zu den Leubener Kulturdenkmalen gehören unter anderem der Turm der alten Kirche mit dem Kirchfriedhof, die Himmelfahrtskirche und das Pfarrhaus, der Leubener Friedhof, das Rathaus und die Schule. Der Großteil der Kulturdenkmale in Leuben entfällt auf verschiedene Wohnbauten, von einfachen Wohnhäusern über Doppelhäuser, Villen, Mietshäuser bis hin zu Wohnhauszeilen.

### Theater und Operette

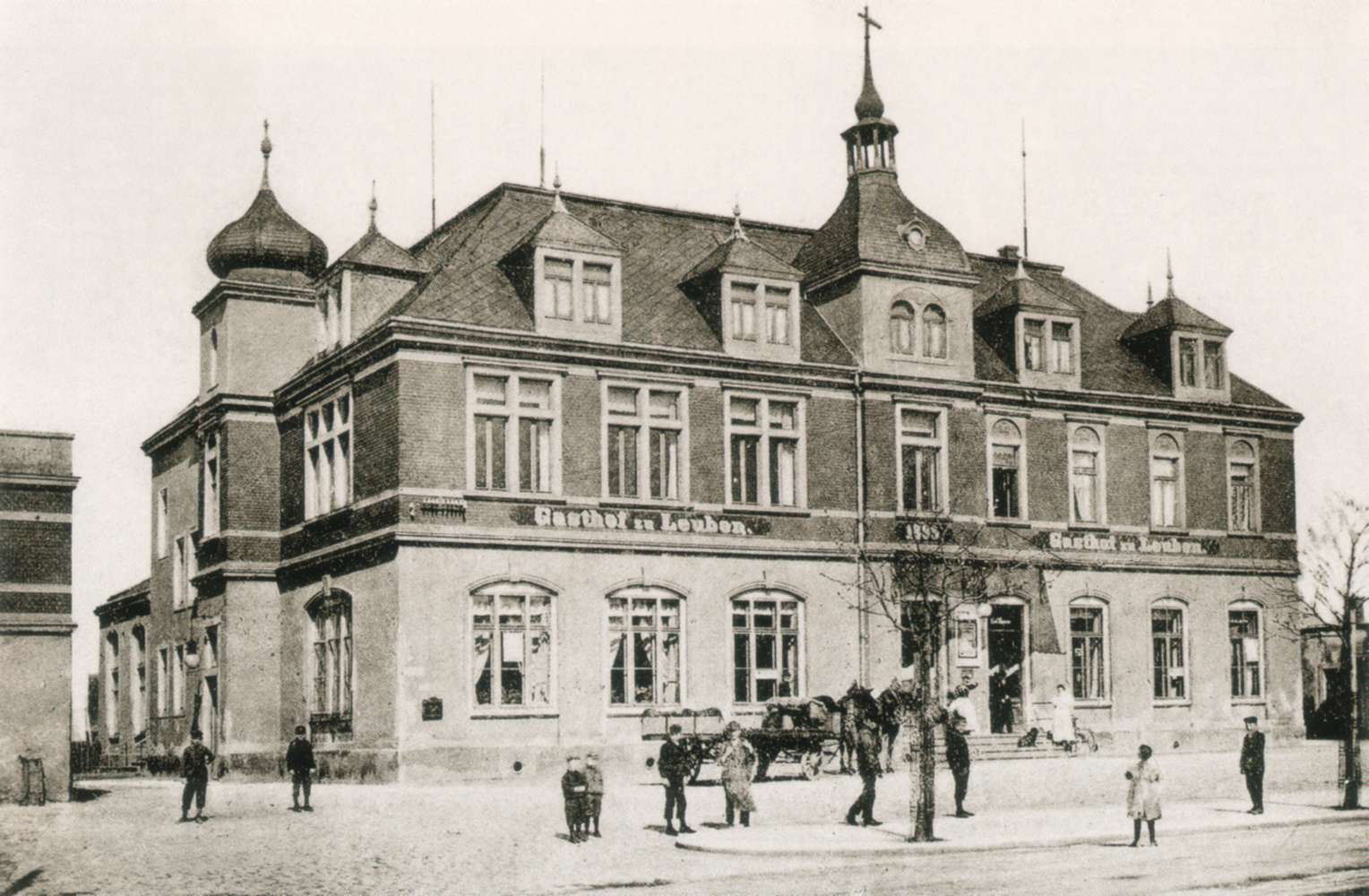
Theater Feenpalast

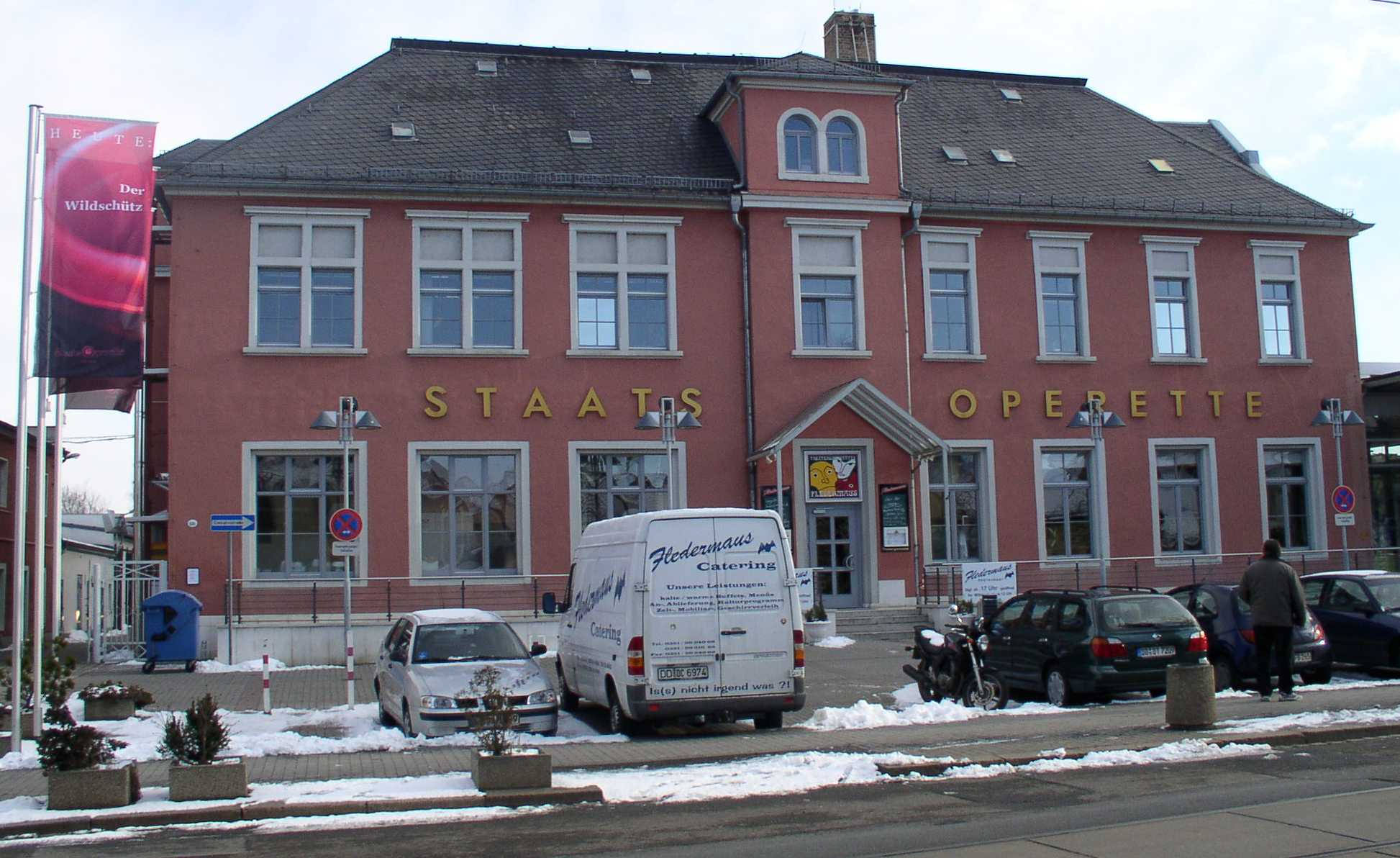
Umgebauter Feenpalast, 1947–2016 Spielstätte der Staatsoperette Dresden

Im Jahr 1900 entstand an der Stelle des 1898 abgerissenen historischen Gasthofs Zum Erbgericht ein neuer Gasthof. Er verfügte über drei Konzert- und Ballsäle und bildete bald das Zentrum des kulturellen Lebens in Leuben. Besonders die sonntäglichen Bälle zogen weithin das Publikum an. Im Jahr 1925 übernahm Alfred Buschbeck das Haus und taufte es nach einem Umbau Feenpalast. Der große Saal fasste nun 1000 Personen und war reich mit Kronleuchtern, Malereien und Logenattrappen geschmückt.
Nach 1945 begann Fritz Randow im nicht von Bomben getroffenen Leubener Feenpalast mit dem Aufbau einer Theatergruppe. Kleine Stücke wurden bereits im ehemaligen Gastraum aufgeführt, während der große Saal umgebaut wurde und eine größere Bühne, einen Orchestergraben sowie Bühnentechnik aus den Trümmern des Central-Theaters in der Dresdner Waisenhausstraße bekam. Im August 1947 wurde im neuen Apollo-Theater, dem ersten fertiggestellten Theaterumbau in Sachsen, der Sommernachtstraum aufgeführt und noch im selben Jahr Die lustige Witwe. Für ein vielfältiges Programm sorgte eine enge Kooperation mit der Constantia in Cotta, nachmals Spielstätte des Theaters Junge Generation. Operetten bildeten jedoch einen Schwerpunkt, weshalb das Haus ab 1950 Operettentheater Dresden und später Staatsoperette Dresden hieß. Sie ist das einzige selbstständige Operettentheater in Deutschland. Nach dem Umbau des ehemaligen Heizkraftwerks in der Wilsdruffer Vorstadt befinden sich die Staatsoperette und das Theater Junge Generation seit Dezember 2016 vereint unter einem Dach im nunmehrigen Kulturhaus Kraftwerk Mitte.

### Kirchen und Friedhöfe

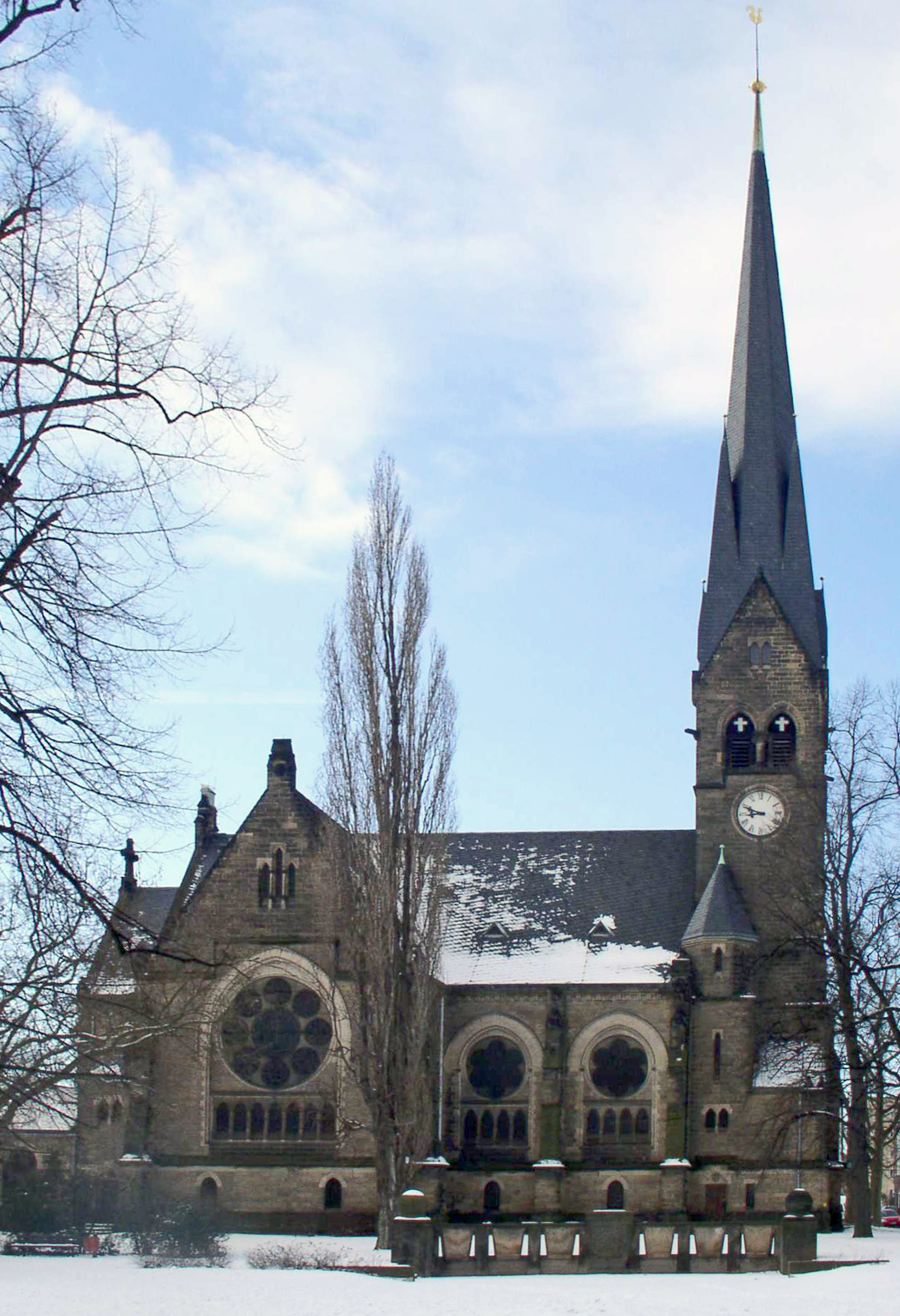
Himmelfahrtskirche

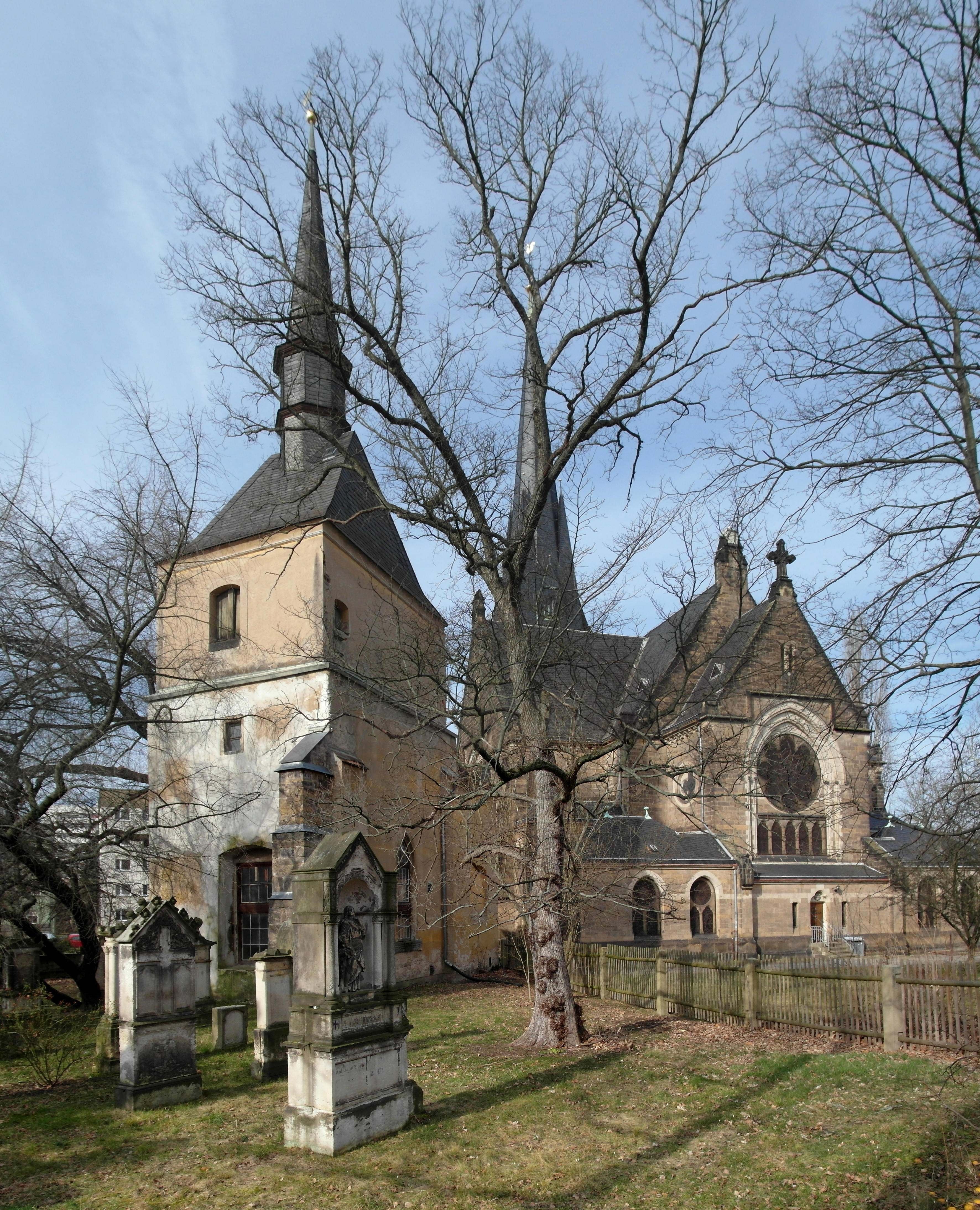
Alte Pfarrkirche und neue Himmelfahrtskirche

Die alte Leubener Kirche wurde vermutlich 1512 erbaut und war lange Zeit die einzige Kirche zwischen Dresden und Dohna. Die bescheidene Dorfkirche erhielt beim 1858 letztmals vorgenommenen Umbau eine neue Orgel. Nachdem die baufällige Kirche die durch den Zuzug neuer Arbeiter während der Industrialisierung stark gewachsene Kirchengemeinde nicht mehr fassen konnte, wurde sie bis 1900 abgetragen. Nach Protesten von Einwohnern und Denkmalschützern blieb ihr Turm bestehen, der heute von der Jungen Gemeinde Leuben genutzt wird.
Am 16. Mai 1901 wurde die neue Himmelfahrtskirche geweiht. Sie war seit 1899 nach Plänen des Blasewitzer Architekten Karl Emil Scherz unmittelbar neben dem alten Kirchturm im Stil der Neogotik erbaut worden. Der 75 Meter hohe Turm ist ein markanter Punkt im Leubener Stadtbild. Die Inneneinrichtung wurde zum Teil aus der alten Kirche übernommen. Aufgrund ihrer guten Akustik gilt die Himmelfahrtskirche als beliebter Konzertort.
Rund um den alten Kirchturm liegt der alte Kirchhof. Er bestand vermutlich schon im 14. Jahrhundert und damit seit Existenz der Kirche. Mit 520 Quadratmetern zählt er zu den kleinsten Friedhöfen der Stadt Dresden. Nach Einpfarrung dreier Dörfer nach Leuben war der Kirchhof zu klein geworden und wurde 1675 durch den unweit gelegenen, neu angelegten Leubener Friedhof entlastet. Der Kirchhof wurde 1900 für Bestattungen geschlossen. Erhalten haben sich Grabmäler aus dem späten 18. und frühen 19. Jahrhundert.

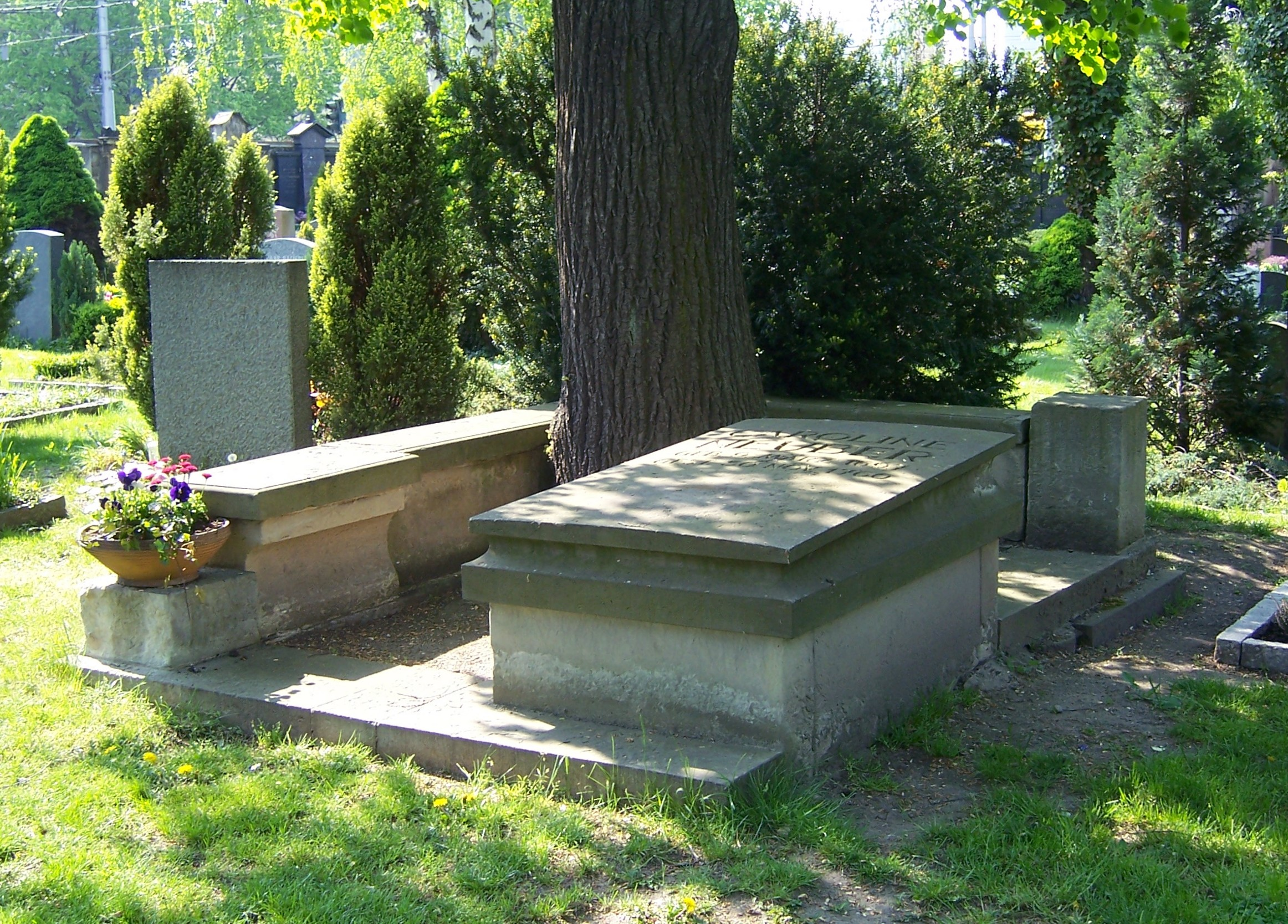
Grab der Neuberin auf dem Leubener Friedhof

Der neue Leubener Friedhof an der Pirnaer Landstraße ist der älteste erhaltene Friedhof Dresdens, der nicht gleichzeitig als Kirchhof diente. Der Eingang befand sich zunächst an der Ostseite, wurde aber im Zuge einer Erweiterung 1802 an die Südseite verlegt. Im Jahr 1891 wurde eine Friedhofskapelle errichtet, die inzwischen unter Denkmalschutz steht.
Die bekannteste auf dem Leubener Friedhof bestattete Person ist die Schauspielerin Friederike Caroline Neuber (1697–1760), genannt die Neuberin. Ihr ist ein Denkmal im benachbarten Laubegast gewidmet, wo sie ihre letzten Lebensjahre einsam und verarmt zugebracht hatte. Der Tolkewitzer Astronom Christian Gärtner (1705–1782), der neben Johann Georg Palitzsch in der Mitte des 18. Jahrhunderts als Dresdner Kometenentdecker bekannt war, wurde ebenfalls auf dem Leubener Friedhof beerdigt, doch ist sein Grab nicht erhalten.

### Heimatmuseum
Mit dem Bau der Himmelfahrtskirche ab 1899 erfolgte der Abriss der alten Kirche. Nachdem der Einsatz der Leubener Bevölkerung und örtlicher Denkmalschützer den Abriss des Kirchturms verhindert hatte, wurde im Turm auf Kosten des Sächsischen Altertumsvereins und des Vereins zur Erhaltung von Kunstdenkmalen ein Heimatmuseum eingerichtet. Es galt nach der Eingemeindung Leubens zu Dresden 1921 als kleinstes Museum der Stadt und war ab 1921 Teil des Stadtmuseums. Bereits 1932 war die Sammlung, die unter anderem die alte Kanzel der Kirche, Spinnräder, Bibeln, Utensilien des Leubener Nachtwächters und Kinderwiegen umfasste, verschollen.

### Ehemalige Kinos

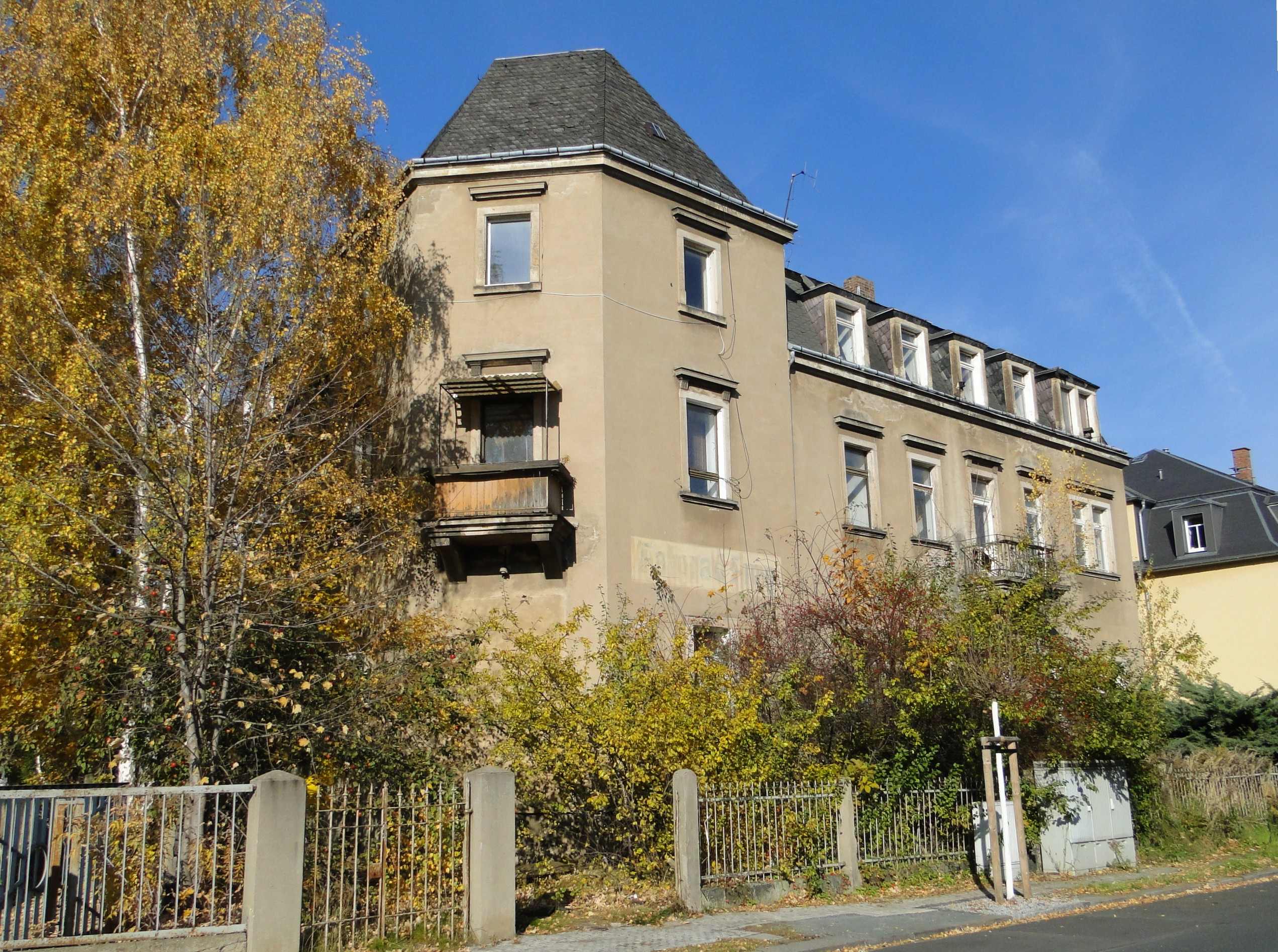
Leubener Lichtspiele, Zustand 2010

In Leuben eröffnete 1909 ein Kinematographentheater auf der heutigen Dieselstraße 7. Der Saal in dem Wohnhaus fasste 200 Besucher. Täglich liefen zwei Stummfilme, die auf dem Harmonium begleitet wurden. Die „Leubener Lichtspiele“, auch Dodrophon-Theater genannt, existierten bis zum Tod des Besitzers im Jahr 1927. Der Kinematographenapparat der Leubener Lichtspiele befindet sich im Besitz der Technischen Sammlungen. Das Wohnhaus existiert noch, ist jedoch zur Ruine verkommen.
Im August 1927 öffnete auf der Stephensonstraße das erste Tonfilmkino Leubens. Die „Stephenson-Lichtspiele“ bestanden bis 1990 und waren „eine wichtige Adresse im Dresdner Osten“. Heute werden die Räume von einer Videothek genutzt. Im Inneren haben sich Teile des Kinomobiliars, darunter Holzklappstühle und eine Ernemann-VII-Filmvorführmaschine von Zeiss Ikon, erhalten.

### Volksfeste
Über mehrere Jahrhunderte fanden in Leuben jedes Jahr im April, Juli und Oktober weithin bekannte Viehmärkte statt. Bis zu 100 Bauern reisten dazu mit ihren Tieren an und veranstalteten gleichzeitig ein großes Volksfest. Da die Zahl der Bauern während der Industrialisierung zurückging, endete diese Tradition im späten 19. Jahrhundert.
Kurzzeitig lebte die Volksfesttradition mit der Leubener Vogelwiese wieder auf. Sie fand bereits in den 1920er Jahren regelmäßig im August zwei Wochen vor der Dresdner Vogelwiese statt. Dazu versammelten sich Schausteller unweit der heutigen Berthold-Haupt-Straße auf freiem Feld. Neben Riesenrad und Losbuden gab es das traditionelle Vogelschießen mit anschließender Krönung des Schützenkönigs. Nach Beginn des Zweiten Weltkriegs 1939 wurde die Leubener Vogelwiese eingestellt. In den 1980er Jahren gab es auf der Freifläche zwischen Leuben und Dobritz jährlich im September ein Wohngebietsfest.

### Sport und Vereine
Im Sommer 2005 ging eine Wasserskianlage im ehemaligen Kiesgrubengelände Leuben in Betrieb. Sie entwickelte sich zu einer beliebten Freizeiteinrichtung im Südosten Dresdens. Die Container der Anlage mit Duschen, Sanitäranlagen und Umkleiden befinden sich in einem Landschaftsschutzgebiet. Deshalb wurde im Juni 2023 die Nutzung untersagt und der Rückbau angeordnet. Kraft Urteils des Sächsischen Oberverwaltungsgerichts ist die Verfügung rechtskräftig. Es ist geplant, die Container in 70 m Entfernung neu zu errichten. Eine Ausnahmegenehmigung des Dresdner Stadtrats vom Mai 2024 erlaubte die befristete Duldung bis zum Ende 2024. Danach ist ein Weiterbetrieb am alten Standort nicht mehr möglich.
Leuben hat ein reges Vereinsleben, darunter Gartenvereine, den Schachverein SV Dresden-Leuben und den Kegelverein KSV Dresden-Leuben. Der 1990 neu gegründete Fußballverein FSG Wacker 90 Leuben ging 1990 aus der BSG Chemie Niedersedlitz hervor. Die erste Herrenmannschaft von Wacker 90 Leuben spielt in der Stadtliga B, der zweithöchsten Spielklasse Dresdens und der zehnthöchsten Liga Deutschlands.

## Wirtschaft und Infrastruktur

### Industrie ab dem Ende des Zweiten Weltkriegs
Da das Sachsenwerk mit Rüstungsproduktion befasst war, wurde es im Auftrag der Sowjetischen Kommandantur 1946 demontiert. Es folgte ein Neuaufbau mit einfachsten Mitteln. Neben Motoren wurden auch Konsumgüter wie Kochtöpfe, elektrische Sägen und Kühlschränke gebaut. Erst 1952 erreichte der Produktionsumfang wieder das Vorkriegsniveau. Bis 1990 blieb das Werk Alleinhersteller für mittlere und große elektrische Maschinen in der DDR. Nach der Wiedervereinigung Deutschlands sank die Mitarbeiterzahl in Folge mehrerer Umfirmungen von 2800 auf etwa 400. Seither hat es sich als Anbieter für elektrische Großmaschinen auf dem Weltmarkt etabliert.
Im Jahr 1946 wurde auch die Fabrik zur Herstellung von Gardinen und Spitzen demontiert und danach mühevoll wieder aufgebaut. In den DDR-Jahren gehörte sie zum weltweit bekannten Kombinat VEB Plauener Spitze. Nach 1990 schmolz die Belegschaft von ehemals 450 auf nur noch 45 Mitarbeiter im Jahre 2005. Die ehemaligen Fabriksäle beherbergen heute eine Vielzahl kleinerer Unternehmen.

### Rathaus

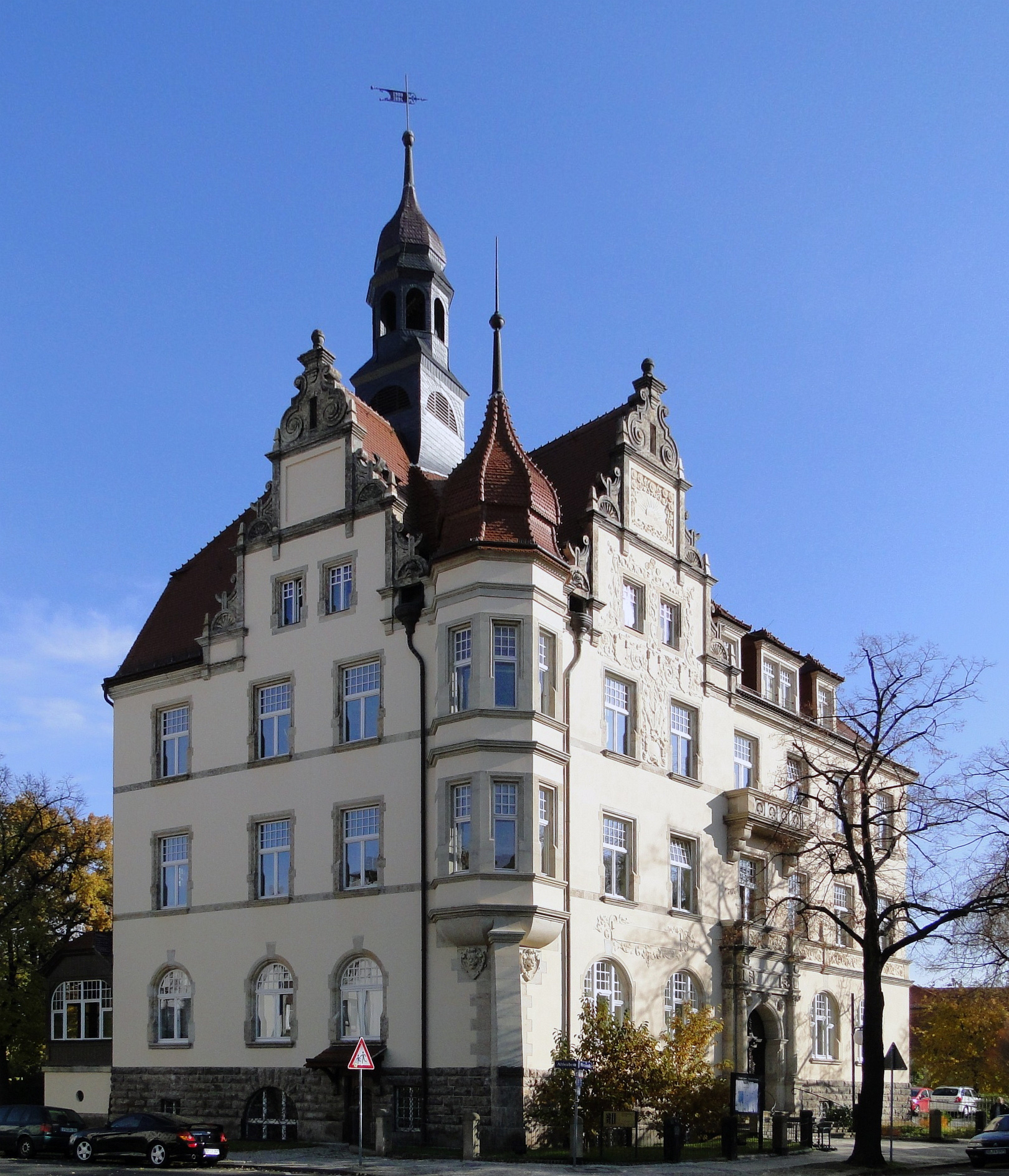
Rathaus, 2010

Leuben erfuhr in den 1880er Jahren ein rasantes Wachstum, das auch eine bessere Verwaltung erforderte. Das Gemeindebüro, das bis dahin in einem Bauernhaus untergebracht war, wurde zu klein, und so fiel im November 1886 der Entschluss, ein neues Rathaus zu bauen. Knapp 14 Jahre später wurde am 18. Mai 1900 der Grundstein für einen Rathausbau nach dem Entwurf von Gustav Hänichen gelegt. Am 28. Februar 1901 fand die feierliche Einweihung statt.
Das Rathaus erlebte in den ersten 20 und vielleicht bedeutsamsten Jahren seines Bestehens zahlreiche richtungsweisende Entscheidungen; dazu zählen die Erweiterung der Dresdner Vorortsbahn und der Beschluss zur Eingemeindung nach Dresden. Nachdem diese vollzogen war, wurde das Rathaus in Stadthaus umbenannt und als Polizeistation, Sparkasse und Standesamt genutzt. Nachdem die im Rathaus gelegene Gaststätte Ratskeller 1921 wegen fehlender Gäste schließen musste, wurde an ihrer Stelle 1925 eine Badeanstalt eingerichtet, die bis 1992 bestand.
Nach 1945 befand sich im Rathaus zunächst eine Auffangstelle für Bombengeschädigte, später auch eine Tuberkulosestation und eine Mütterberatungsstelle. In den späteren DDR-Jahren überwogen wieder die Verwaltungsaufgaben wie polizeiliche Meldestelle und Wohnungsverwaltung.
Dresden wurde 1992 in zehn Stadtbezirke aufgeteilt und Leuben das Zentrum eines dieser Bereiche. Das Rathaus wurde restauriert und ist seit 1998 Sitz des Stadtbezirksamtes (bis 2018: Ortsamt). Im Jahr 2001 feierte es zusammen mit der Himmelfahrtskirche sein 100-jähriges Bestehen.

### Bildung

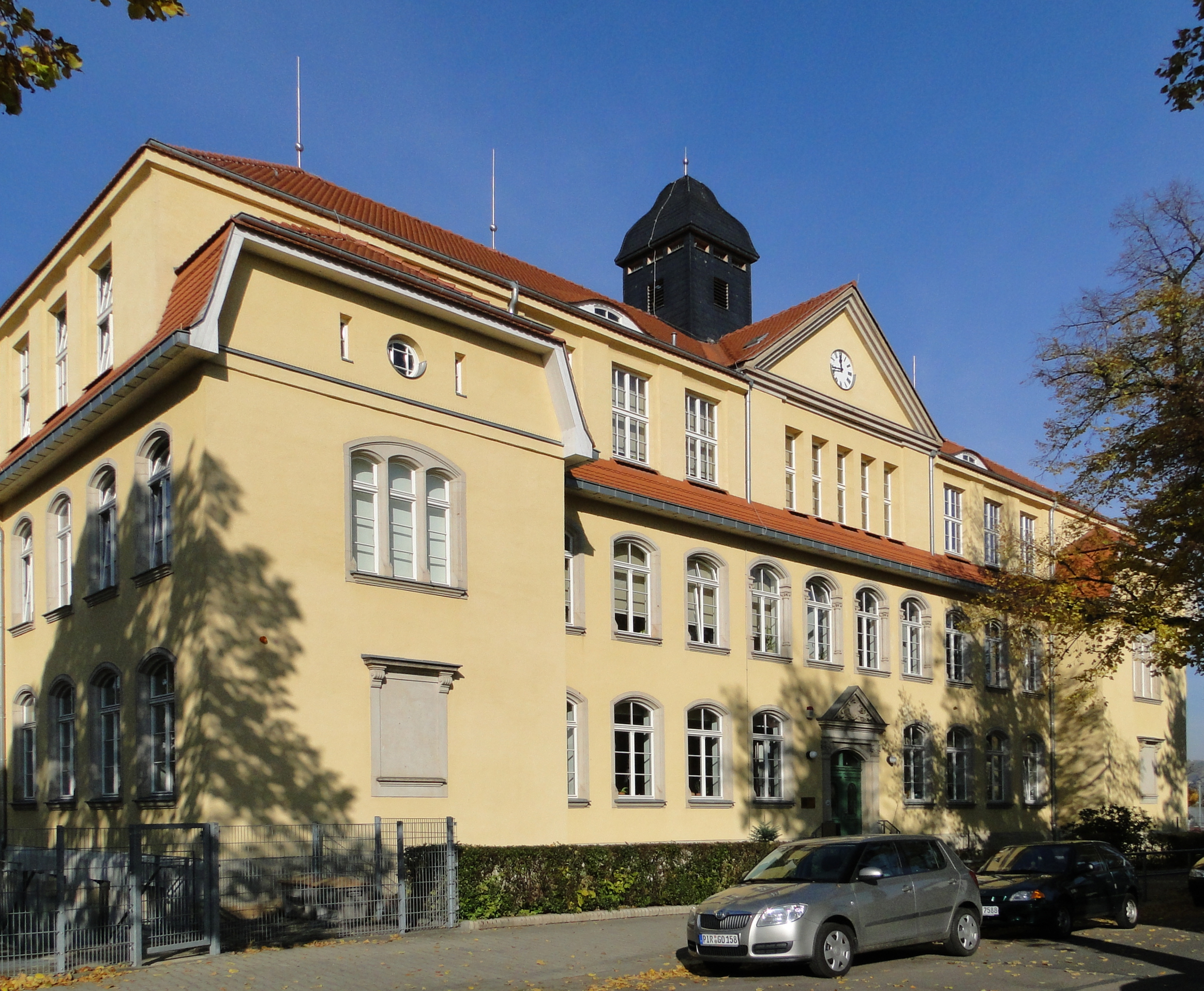
66. Grund- und Mittelschule (heutige Oberschule) im Jahr 2010

Um 1539 wurde im Zuge der Reformation in Deutschland bei einem Besuch von Justus Jonas aus Wittenberg, einem Weggefährten Martin Luthers, für Leuben die Einrichtung einer Schule angemahnt. Dazu erhielt der wurde der Küster den Auftrag, zunächst Kirchenlieder und später den Katechismus zu lehren. Ab 1580 wurden per Gesetz nur noch geprüfte Lehrer zugelassen. Im Jahr 1771 wurde Gottlob Heyne Schulmeister in Leuben. Er setzte sich dafür ein, dass der Unterricht von der Wohnung des Lehrers in ein ordentliches Schulgebäude verlegt wurde. Nach jahrelangem Kampf wurde es 1782 auf dem Gelände der heutigen Himmelfahrtskirche errichtet. Es bestand aus einem 24 Quadratmeter großen Klassenraum mit darüber befindlicher Lehrerwohnung. Um 1835 erhielten hier 235 Kinder in drei Klassen Unterricht, die nicht nur aus Leuben, sondern auch aus den umliegenden Dörfern kamen.
Um 1866 kam ein zweiter Schulbau hinzu. Dieses Gebäude steht heute noch, wird aber nicht mehr als Schule genutzt. Als es ebenfalls nicht mehr den Anforderungen entsprach, baute die Ortsverwaltung im Jahr 1894 die (heutige 66.) Grund- und Oberschule an der Dieselstraße. Diese mit einer Bibliothek ausgestattete Schule wurde mehrfach erweitert.
Nach 1970 entstanden im Neubaugebiet die 73., 78. und 93. POS mit jeweils eigenen Turnhallen, Sportplätzen und Schulgärten. In jeder Schule wurden pro Jahrgang bis zu 90 Kinder unterrichtet. Die Schüler erhielten in der Schule ein Mittagessen zum Preis von 55 Pfennig. Für die Klassenstufen fünf und höher stand ein gemeinsamer Speisesaal im Restaurant Freundschaft zur Verfügung. Heute wird die 93. noch als Grundschule genutzt. Die ehemalige 73./78. Doppelschule in der Zamenhofstraße ist inzwischen Oberschule, Gymnasium und Berufsschule für Hotel- und Gaststättenwesen.

### Gärtnereien
Von der Mitte des 19. bis zur Mitte des 20. Jahrhunderts verwandelte sich Leuben in eine Gartenlandschaft. Als das starke Wachstum Dresdens den Gärtnern keinen Platz in der Stadt mehr ließ, zogen viele in die Vorstädte und gründeten große Gärtnereien. Fruchtbare Böden und ein mildes Klima begünstigten diesen Trend. Um 1887 gab es in Leuben bereits 17 Gartenbaubetriebe. Im Gegenzug reduzierten sich die 1867 noch elf Bauernwirtschaften Leubens auf vier um 1900. – Viele Dresdner nutzten das Wochenende für einen Ausflug in die Vorstadt, um die saubere Luft und die gute Bewirtung zu genießen.
- Ende des 19. Jahrhunderts erwarb Max Ziegenbalg (1861–1919) große Ländereien und setzte zur Bewirtschaftung modernste Gartenbautechnik ein. Seine ebenerdigen und begehbaren Gewächshäuser waren damals eine Weltneuheit. Gummischläuche zur Bewässerung waren ebenfalls noch nicht lange bekannt. Bis zu seinem Tod 1919 wurde die Gärtnerei eine der größten in Kontinentaleuropa.
- Im Jahr 1892 kaufte das Unternehmen Münch & Haufe Land für eine Großgärtnerei. Julius Haufe verkaufte bereits nach zwei Jahren Rosen in mehrere europäische Länder. Nach seinem Tod setzten die Brüder Münch das Rosengeschäft fort. Es bestand bis nach 1990 und wurde dann verkauft.
- Arthur Voigt (1867–1940) begann 1895 mit dem Aufbau einer Azaleengärtnerei. Auf ihn gehen zahlreiche Neuzüchtungen, wie die Sorten Schneewittchen und Schneeweißchen, zurück. Der Betrieb wurde 1947 zu einem Teil und 1973 vollständig enteignet. Nachkommen des Gründers arbeiteten weiter dort als Angestellte und erhielten die Gärtnerei auf Antrag 1990 zurück. Nach dem Verkauf entstand auf dem Gelände eine Wohnsiedlung.
- Der Dahlienspezialist Kurt Engelhardt (1875–1958) gründete 1914 in unmittelbarer Nachbarschaft zum Rathaus seinen Betrieb. Weltberühmtheit erlangte seine feuerrote Züchtung Kalif, die erste riesenblütige Dahlien-Züchtung, die jedoch als verschollen gilt.[40] Nach dem Zweiten Weltkrieg wagte der Enkel des Gründers 1958 einen Neuanfang. Allerdings musste die Gärtnerei 1969 für die neue Siedlung Neuleuben weichen und nach Heidenau umziehen, wo sie noch heute besteht.

Nur zwei Gärtnereien in Leuben haben bis in die Gegenwart überlebt: die 1902 aus Striesen umgezogene Gärtnerei Fischer, heute Müller, und die 1914 gegründete Gärtnerei Willkomm. Beide beliefern den Handel mit Balkon- und Gartenpflanzen, betreiben aber auch einen Direktverkauf.

### Verkehr

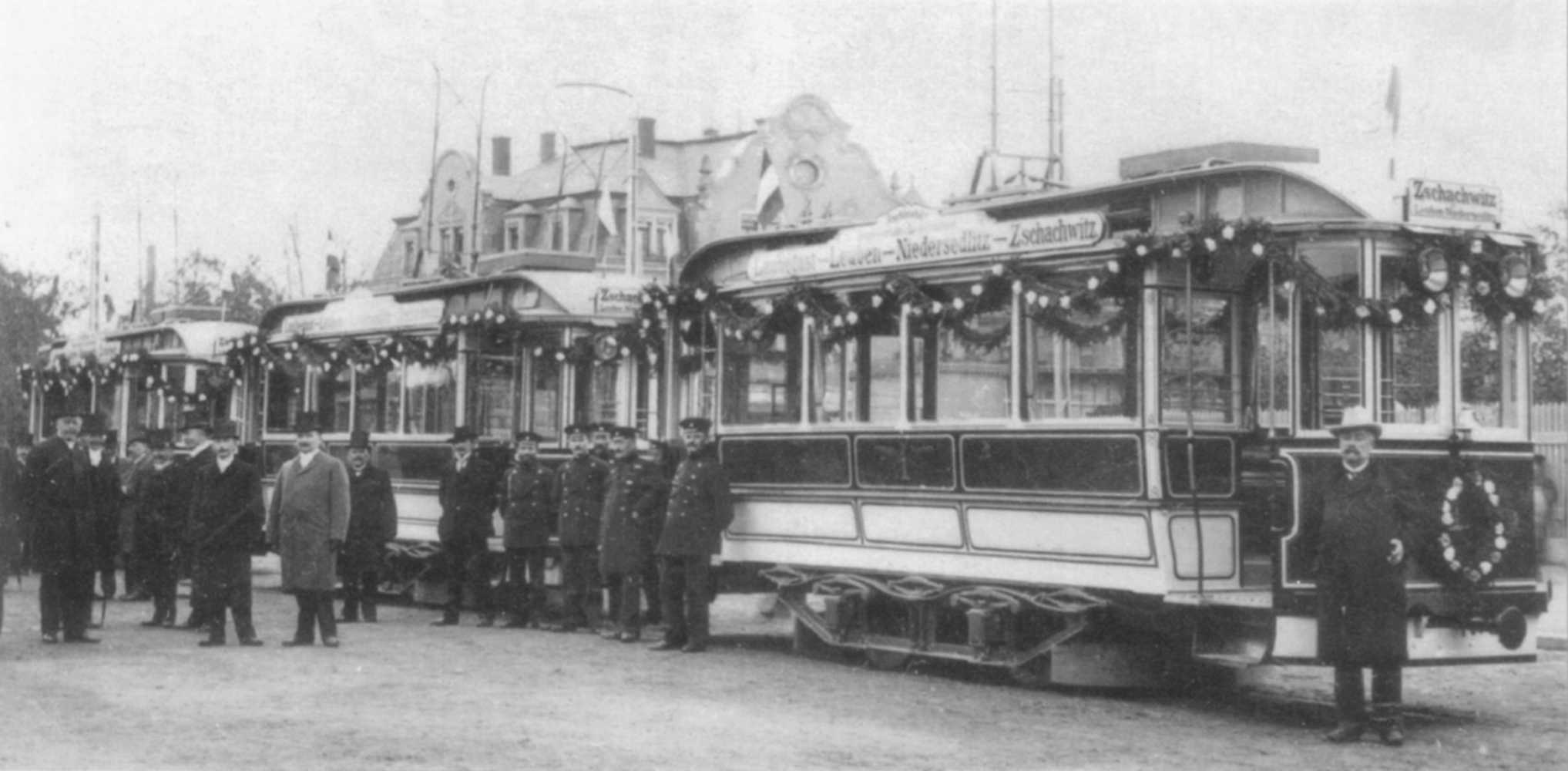
Laubfrosch, die durch Leuben verkehrende Dresdner Vorortsbahn

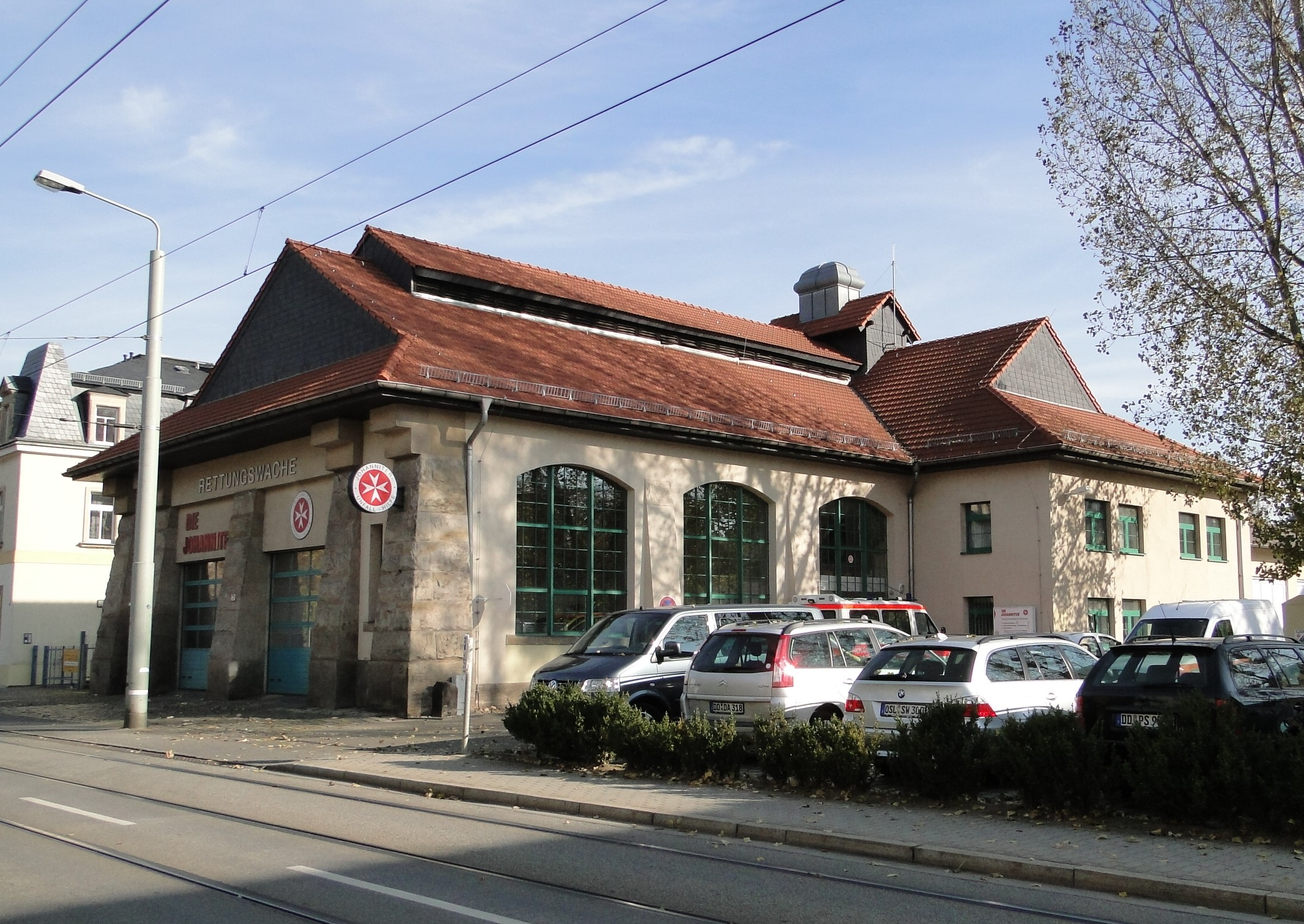
Ehemaliges Straßenbahndepot auf der Stephensonstraße

Da Leuben an einer historischen Fernstraße liegt, gab es hier schon jahrhundertelang viel Reiseverkehr. Mit der Urbanisierung des Dresdner Umlandes entstand auch eine Verkehrsanbindung mit öffentlichen Verkehrsmitteln.  Ab 1899 verkehrte die Dresdner Vorortsbahn, eine Schmalspurstraßenbahn mit 1000 mm Spurweite, zwischen Niedersedlitz, Leuben und Laubegast, von wo aus schon damals ein Anschluss an die Dresdner Straßenbahn bestand. Wegen ihrer grünen Farbe wurde die Vorortsbahn im Volksmund bald Laubfrosch genannt. Der Leubener Straßenbahnhof entstand 1910 auf der Stephensonstraße und dient heute als Rettungswache des Malteser Hilfsdienstes.
Nach der Eingemeindung Leubens zu Dresden wurde die Strecke bis 1925 auf die Spurweite der Dresdner Straßenbahn umgestellt und zusätzlich über Gruna an das Netz angeschlossen. Um 1936 ersetzte eine neue Strecke die vorherige ebenfalls schmalspurige Anbindung von Kleinzschachwitz von Leuben über Niedersedlitz. Der Stadtteil wurde dadurch zu einem Knotenpunkt im Dresdner Straßenbahnnetz.
Die Linienführung der durch Leuben verkehrenden Straßenbahnen wurde im Laufe der Jahrzehnte mehrfach geändert. In den 1970er und 1980er Jahren führten die Linien 6, 9, 12 und 14 durch den Stadtteil, heute sind es noch die Linien 2 und 6. Die Linie 1 verläuft teilweise entlang der Grenze zu Dobritz. Auf dem Stadtteilgebiet werden dabei insgesamt 20 Stationen angefahren.
Neben den dominierenden Straßenbahnen führen auch einige Buslinien von und nach Leuben, insbesondere waren dies von 1951 bis 2009 die Linie E bzw. 73 nach Heidenau, deren Endpunkt 2003 von Heidenau nach Luga verlegt worden war, und die seit 1964 bestehende Linie 89 von Löbtau, die 2003 bis Heidenau verlängert wurde. Sie bedienten insgesamt zwölf Haltestellen auf Leubener Gebiet. Mit dem Busnetz 2010 der Dresdner Verkehrsbetriebe wurden Ende 2009 beide Linien in der neuen Buslinie 65 vereint, die von Blasewitz kommend Leuben durchquert und in Luga bzw. Heidenau endet.
Der S-Bahnhof Niedersedlitz der S-Bahn Dresden liegt an der Grenze der statistischen Stadtteile Leuben und Niedersedlitz. Von dort erreicht man über zwei Linien den Hauptbahnhof in etwa 10 und den Flughafen Dresden in etwa 35 Minuten.

## Persönlichkeiten

### Söhne und Töchter Leubens
- Georg Adolph Mehner (1723–1784), evangelischer Theologe (Sohn von Johann Gottfried Mehner)
- Johann Gottfried Sommer (1782/1783–1848), Schriftsteller
- Bruno Heydrich (1865–1938), Sänger und Opernkomponist
- Max Rudolf Lehmann (1886–1965), Wirtschaftswissenschaftler
- Edmund Schuchardt (1889–1972), Architekt
- Hermann Kügler (1900–1993), Chemiker und Volkswirt sowie Jugendführer in der bündischen Jugendbewegung und zeitweilig Mitarbeiter im Büro Ribbentrop
- René Krause (* 1976), Back-Weltmeister[43]

### Personen, die mit Leuben in Verbindung stehen
- Johann Gottfried Mehner (1690–1762), Pfarrer in Leuben bis 1728, mit Winckelmann bekannt und hat Palitzsch als Pfarrer in Leubnitz stark beeinflusst[44]
- Christian Gärtner (1705–1782), soll in der Dorfschule von Leuben zur Astronomie ermuntert worden sein[45] und wurde auf dem Friedhof begraben
- Robert Sterl (1867–1932), Maler und Kunstprofessor, ging in Leuben zur Schule
- Olga Körner (1887–1969), kommunistische Politikerin und Widerstandskämpferin, 1919 im Leubener Gemeinderat
- Fritz Randow (1891–1953), Begründer der Staatsoperette Dresden an ihrem Standort in Leuben (1947–2016)
- Fritz Steiner (1913–1977), der Striese von Leuben, von 1958 bis 1977 Intendant der Staatsoperette Dresden
- Rolf Ludwig (1925–1999), Theater- und Filmschauspieler, wuchs ab dem Alter von fünf Jahren in der Lilienthalstraße 17 auf
- Olaf Böhme (1953–2019), Kabarettist und Mehrfach-Künstler, besuchte als Kind die 66. polytechn. OS in Leuben und lebte bis zum Umzug in sein jetziges Zuhause auf der Lilienthalstraße
- Holger Zastrow (* 1969), Unternehmer und Politiker, wuchs in Leuben auf und besuchte die damalige 73. POS „Hanns Rothbarth“[46]